# Dance Dance Revolution A3
Dance Dance Revolution A3 es la entrega arcade N.º 17 desarrollada por Konami y publicada el 17 de marzo de 2022 en Japón para las arcades doradas, y el 22 de junio del 2022 para el resto de máquinas, pero además es la última entrega de las versiones SD. En EE. UU. continental, el 19 de agosto de 2023, todos los kits MDX son reemplazados por kits TDX.

## Antecedentes
Durante el soporte de Dance Dance Revolution A20, a mitad de este, se ha desatado la pandemia de COVID-19. Muchos jugadores no pudieron regresar a las tiendas arcade desde el 31 de marzo de 2020 debido a las restricciones sanitarias y posteriores cuarentenas y las nuevas actualizaciones de ese juego se retrasaron por 2 meses a partir de esa fecha. La última canción de la liga dorada fue "CyberConnect" antes de que se expandiera la pandemia. Un mes antes del lanzamiento de DDR A20 PLUS y tras la implementación de medidas sanitarias en las tiendas, se habían detectado 892 canciones, 11 de ellas eran de la liga dorada y 4 no estaban en arcades MDX norteamericanas (exc. durante el mantenimiento o en arcades desconectadas). El 1 de julio de 2020 había lanzado DDR A20 PLUS, en donde se había renovado la liga dorada, dejando 2 canciones nuevas en oro, 4 en plata y 4 en bronce, y las canciones de la liga muy antiguas son liberadas. El total había aumentado a 1004 canciones, 15 son de la arcade dorada, y 16 eventos en total: EXTRA SAVIOR y EXTRA EXCLUSIVE aparecieron en DDR A, COURSE TRIAL en DDR A20 PLUS, la primera temporada de Bemani Pro League en DDR A20 PLUS, varias temporadas de KONAMI Arcade Championship (una por versión, exc. en DDR(2014) y DDR A, que aumentaron a 2 y 3, respectivamente), la liga dorada en DDR A20 y solo en arcades doradas, Floor Infection y Summer Dance Camp que requiere Sound Voltex y Dancerush, respectivamente, 3 eventos eran para desbloquear dificultades CHALLENGE, y el resto eran eventos multijuego. Varias canciones provenientes de eventos multijuego (incluyendo Summer Dance Camp 2020 y excluyendo el último evento) eran movidas a EXTRA SAVIOR y posteriormente son liberadas. Canciones provenientes de Floor Infection o de KAC son liberadas semanas o meses después. Con el lanzamiento de Dance Dance Revolution Grand Prix para PC, 4 canciones requerían suscripción vigente a ese juego y comprar el pack inicial 2. La última canción de la lista inicial de DDR A20 PLUS fue "共犯ヘヴンズコード" (Kyouhan heaven's code), lanzada 3 días antes del lanzamiento de esta versión.

## Versiones, idiomas y cabinas
Su versionado es MDX:X:Y:Z:YYYYMMDD00 (Hawái y las tiendas ROUND 1 USA usa TDX:U:Y:Z:YYYYMMDD00), en donde X indica idioma o región, Y el gabinete, Z el sistema utilizado, YYYYMMDD la fecha de actualización y 00 el N.º de parche en caso de bugs o hackeos.
Depende de la letra inicial, depende de la región en que se distribuye que es:
| Letra | País o región | Comentarios |
| ----- | ------------- | --- |
| J     | Japón         | PASELI es req. para PREMIUM MODE y posteriormente GALAXY MODE (exc. en máquinas que no lo soportan o no lo usan) |
| A     | Asia          | afecta a Hong Kong, Macao, Indonesia, Taiwán, Singapur, Australia y Nueva Zelanda                                |
| K     | Corea del sur | Distribuida por Uniana y con bloqueo regional de contenido debido al GRAC                                        |
| U     | América       | Con bloqueo regional de licencias en modelos MDX y sin bloqueo en modelos TDX                                    |
| E     | Europa        | Con bloqueo regional de licencias                                                                                |
| Y     | Indonesia     | Versionado distinto                                                                                              |

Los gabinetes son los siguientes:
- A: DDR X (720p 37", 4 flechas + START por lado, luces led laterales)
- B: DDR EXTREME y Supernova2 (640x480 27" o 32", 2 flechas + START por lado, luces neón)
- C-G: DDR(2013) (Cabinas blancas, 1080p 42", 4 flechas + START por lado)
- I: 20th Anniversary (Cabinas doradas, 4K 55", 4 flechas + START por lado)

La letra Z indica la revisión, sobre todo, en cabinas 20th Anniversary Model, debido a cambios de hardware. La letra A indica que se usó un sistema antiguo y la B indica que se usó un nuevo sistema.
Debido a problemas con las funciones de liga dorada tras el anuncio de ANNIVERSARY LEAGUE, las máquinas DDR EXTREME y Supernova2 que tengan versionado xDX:x:B:A dejaron de recibir soporte al terminar marzo de 2024 y dejaron de funcionar al terminar abril de 2024 incluso si se cambia de pantalla. Futuros juegos y futuras versiones de DDR A3 no serán compatibles con dichas máquinas que tengan esa versión. Las máquinas DDR EXTREME y Supernova2 que tengan versionado xDX:x:B:B recibieron parches de desconexión.

## Cambios

### General
- El motor utilizado en DDR A ha sufrido varios cambios:
  - El video de fondo aparece varios círculos cuya referencia es IIDX PENDUAL y el núcleo cuya referencia es HEXA DIVER de Sound Voltex. El temporizador vuelve a ser circular en vez de triangular. La nave también sufrió cambios.
  - El monedero PASELI ahora puede ocultarse tras acceder al igual que las versiones de DDR(2013) y (2014). Debido a un bug, no se ocultaba en DDR A, A20 ni en A20 PLUS.
- También se ha cambiado el menú de operador: debido a que ya se pueden cambiar estilo en el selector de canciones, desaparece DOUBLE PREMIUM, pero como contrapartida, es posible activar PREMIUM MODE en arcades japonesas si estas no cuentan con PASELI activado.[5]
- Puntajes que no sean del usuario son borrados durante la migración e impide grabar puntajes de entregas anteriores después de la migración.
- Todos los cursos antes de DDR A20 PLUS fueron eliminados.
- Licencias legendarias son eliminadas el 22 de enero de 2024. Antes del 31 de agosto de 2023, eran exclusivas para 20th Anniversary Model.

### Método de pago
A pesar de que tienen los métodos de pago que son STANDARD MODE y PREMIUM MODE, se agregó un nuevo método que es GALAXY MODE. GALAXY MODE cuesta 3 veces el costo de PREMIUM MODE, pero acelera los progresos de los eventos, se juega una vez canciones EXTRA SAVIOR para desbloquearlas o cursos COURSE TRIAL fuera de plazo para desbloquear canciones, se carga más rápido la barra GALAXY (barra de Baby-Lon's Galaxy), permite alterar las barras FLARE en GALAXY STAGE y se asegura el acceso a EXTRA STAGE.

### CLASS (solo arcades doradas)
Los cursos CLASS, en cambio, fueron renovados desde el inicio de la liga dorada. Sin embargo, el audio de fondo de TIME BREAK fue cambiado por una rotación de canciones de sistema de entregas anteriores.

### BEMANI PRO LEAGUE BATTLE (solo arcades doradas)
Un nuevo modo, debido al desarrollo de Bemani Pro League, fue introducido durante el evento JAEPO 2023. Se diferencia de los demás modos por incorporar el modo BPL BATTLE introducido en IIDX y posteriormente en Sound Voltex como BPL Selection. Los jugadores deben jugar en arcades separadas, se usará el EX-SCORE en vez de puntaje Supernova2 (no visible hasta la evaluación) y también se introduce la gráfica exclusiva. Si se juegan 4 jugadores, se jugarán en VERSUS en arcades separadas y los puntajes de cada arcade se combinan. En la evaluación, en vez de grados, se mostrará el puesto. No se puede cambiar la barra de vida, ni pueden acceder a EXTRA STAGE, pero se pueden usar más velocidades. Fue introducido 4 días después de la final de BPL T2 -DDR-. La tecla 1 del teclado numérico puede cambiar entre partida regular y este modo en SELECT STYLE. Hacerlo impide cambiar estilo al seleccionar canciones. Reemplaza a BATTLE de entregas anteriores.

### Dificultades cambiadas
"DDR TAGMIX -LAST DanceR-" es la primera canción de la liga dorada en cambiar dificultades, en ese caso, en Single EXPERT. 2 canciones de DDR Supernova ya no marca LV 1 en Double BASIC. Otras canciones también sufrieron cambios.

### Canciones desbloqueadas
Además de las canciones desbloqueadas de entregas anteriores (exceptuando licencias legendarias, debido a su posterior eliminación, y liga dorada), se agrega:
- Todas las canciones de eventos (los que no se muestran siguen bloqueados):
  - Ichika no chou janken taikai (Solo 4 y anteriormente movida a EXTRA SAVIOR)
  - Maishuu! Ichika no chou BEMANI rush 2020 (solo 9 y anteriormente movida a EXTRA SAVIOR)
  - Summer Dance Camp 2020 (solo 3 y anteriormente movida a EXTRA SAVIOR)
  - FLOOR INFECTION fecha N.º 38 (solo 3)
  - BPL Stamp Rally (solo 2)
- Todas las canciones de EXTRA SAVIOR PLUS
- Todas las canciones EXTRA EXCLUSIVE de la versión anterior
- Todas las dificultades CHALLENGE (incluyendo "HAPPY☆ANGEL" y "ZETA～素数の世界と超越者～" exclusivas de cursos y excluyendo canciones que solo contiene CHALLENGE)
- Todas las canciones de COURSE TRIAL
- El pack 2 de DDR GP el 31 de enero de 2023 (solo 4 y anteriormente requería suscripción vigente tras comprar el pack)

### Selector de canciones
- Ya se puede cambiar estilos (exc. en VERSUS o en BPL BATTLE). La tecla 3 del teclado numérico puede cambiar entre SINGLE y DOUBLE. También se refleja ese cambio en la evaluación final.[4] Sin embargo, no es posible hacerlo en opciones o tras seleccionar la canción.
- Las lámparas de completado en las carpetas y dificultades son circulares en vez de ser tubos horizontales.
- Ahora se muestra siempre el título de canción y artista con letras blancas, eliminando el fondo blanco.
- Se eliminó la categoría Bemani, debido a, entre otros factores, la aparición de Dance aRound. en su reemplazo, se agregó la nueva categoría Pick Up, en donde aparece canciones crossovers de DDR GP.
- Una nueva carpeta traída de IIDX dentro de la categoría Pick Up es ALL BEGINNER, en donde solo canciones seleccionadas se pueden jugar en esta categoría y es seleccionada por defecto para los principiantes y usuarios que no tengan cuenta. Esta categoría usa el modo Beginner de las versiones Supernova 1 y 2 en vez del modo Happy de X2 y X3, por lo cual, se puede usar todas las dificultades y opciones (limitadas por el método de pago).
  - No es asignada por defecto si alguien juega desde 20th Anniversary Model o desde versiones asiáticas y norteamericanas, ya que es asignada a las canciones mundiales de la categoría género en su lugar.
- Otra nueva carpeta dentro de la categoría Pick Up es NEXT STEP, en donde solo canciones seleccionadas se pueden jugar en esta categoría y es solo para usuarios experimentados.
- Los colores de letras son:
  - Blancas: canciones por defecto
  - Amarillas: canciones desbloqueadas
  - Doradas: DDR SELECTION (puede cambiar de interfaz) y canciones exclusivas para la arcade dorada.
    - Sin cambiar fondo: req. clase bronce o es licencia legendaria.
    - más fondo plateado: req. clase plata.
    - más fondo arcoíris: req. clase oro.

  - Verdes: EXTRA SAVIOR
  - Rojas: EXTRA EXCLUSIVE

### Opciones
- La posición de los juicios y los juicios de sincronía no necesitan subscripción.[6]
- Se agregó una nueva opción llamada ajuste de sincronía. Ahora los jugadores permiten ajustar si quieren pisar las flechas más rápido o más tarde y los valores son entre 5 y -5, con intervalos de 0.1.
- Debido a la aparición de Baby-Lon's Galaxy, ahora se muestran las barras FLARE, además de NORMAL, 4 LIVES y RISKY. Las barras FLARE funcionan igual que la barra PRESSURE, pero con un GREAT o peor rebaja la barra. El nivel de la barra FLARE indica cuanto va a bajar, siendo el nivel 1 el más conservador y el 9 el más peligroso, y si la barra FLARE está en nivel EX, con un PERFECT o peor también lo rebaja.

### Correcciones de sincronía
"BLAKE" (de Over200), "Evans" (de EXTRA SAVIOR PLUS), "RED ZONE" (de DDR Supernova), "TYPHØN" (de Over200), "サイカ" (de DDR A20 PLUS) y "天上の星～黎明記～" (de DDR X3) estaban mal sincronizadas en la entrega anterior y tuvieron correcciones de sincronía en esta versión.

### Jugabilidad
- En versiones anteriores a esta, los jugadores obtenían FULL COMBO al fallar canción. En este juego y en DDR GP ya no es posible hacerlo.
- Con la aparición de "MEGALOVANIA" y posterior pack Undertale, los SHOCK ARROWs ahora se muestran en todas las dificultades (exc. en BEGINNER y BASIC). Sin embargo, accidentalmente se ha puesto triples en CHALLENGE. Se eliminó todos los triples con el parche MDX:J:I:A:2022053100.
- A mitad de 2023, todos los escenarios tuvieron rebajas gráficas en todas sus versiones.

### Arcade dorada
- A mediados de diciembre de 2022, todas las arcades doradas fueron actualizadas a nivel hardware. Sus versiones parten con MDX:J:I:B, y su versión inicial era MDX:J:I:B:2022112903.
- Debido al cambio de hardware, también se cambió de sistema operativo.

### Versión norteamericana
- Los kits TDX:U ya fueron instalados el 19 de agosto de 2023 en la parte continental de EE. UU.. Esos kits se basan en la versión japonesa (lo que se benefician de las licencias). En ese caso, se cambió de modelo de producto (en el caso de los MDX:U) al de servicio (como en el caso de los TDX:U).

- Sin embargo, esos kits no se encuentran disponibles en tiendas de Dave & Buster's, por lo que solo siguen operando Dance Dance Revolution A20 PLUS. En consecuencia, DDR A3 permanece sin disponibilidad para Canadá y ciertos estados de EE. UU..

- El 11 de septiembre de 2023, en conmemoración de la caída de las torres gemelas y solo para estas versiones, seleccionar STANDARD MODE tiene las mismas funciones que PREMIUM MODE (STAR SYSTEM, cursos, canciones desbloqueadas vía EXTRA SAVIOR, 4 LIVES y más velocidades), pero se cierra la sesión prematuramente al fallar la canción.

### Fin de soporte para máquinas antiguas
- Como consecuencia a los problemas con las funciones de liga dorada tras el anuncio de ANNIVERSARY LEAGUE, al terminar marzo de 2024, todas las máquinas antiguas (las de primera generación y las de Supernova2), dejaron de recibir soporte.
- Una semana antes de terminar abril de 2024, algunas máquinas antiguas recibieron kits de desconexión. Su última versión es MDX:x:B:A:2024042451 (La versión MDX:x:A:A:2024042451 es para dichas máquinas que le cambiaron la pantalla CRT por una LCD).
- Al terminar abril de 2024, todas las máquinas antiguas dejaron de funcionar incluso si hace una modificación posterior de pantalla. Algunos operadores cambiaron la placa de esta versión por una que soporte versiones desconectadas, o incluso, juegos hasta DDR X3, que fue el último juego que operaba desconectado.
- Si se ajusta al modo evento, los niveles FLARE de la barra de vida no son compatibles con dicho modo.
- Conteo de canciones en modo desconectado: 72 nuevas, 924 en total.

## Personajes
Lista inicial:
- Afro (A)
- Alice (X2)
- Baby-Lon (X2)
- Bonnie (X2)
- Emi (X2)
- Gus (X2)
- Jenny (A)
- Julio (X2)
- Rage (A)
- Rinon
- Ruby (X2)
- Yuni (A) (ahora con el logo de DDR A3)
- Zero (X2)
- Dark Emi (JOMANDA)
- Dark Alice (VALLIS-NERIA)
- Black Rinon (Lisa-RICCIA)

Personajes desbloqueables:
- Yuni (traje del 6.º KAC)

Personajes no seleccionables:
- Victory Concent (solo aparece en el escenario si el selector de personajes está en RANDOM)
- Rage (BISTROVER) (solo durante la animación de carga de EXTRA SAVIOR)
- Dark Rinon (Solo en jackets y algunos videos)
- Yuni (X2) (solo mediante rutina)

## EXTRA STAGEs
Al igual que en DDR A, la carpeta EXTRA EXCLUSIVE y todas las carpetas marcadas EXTRA SAVIOR (A3) aparecen en la categoría eventos (sort by EVENTs) si ocurre EXTRA STAGEs. La carpeta "GOLDEN LEAGUER'S PRIVILEGE" (marcada GOLDEN LEAGUE A3) es exclusiva para la edición oro, y esa edición lo tiene solamente las arcades 20th Anniversary.
Hubo cambios en STAR SYSTEM:
| Función original       | Requisito original | Requisito cambiado             |
| ---------------------- | ------------------ | ------------------------------ |
| 3 estrellas            | AAA                | Sin cambios                    |
| 2 estrellas            | AA                 | Sin cambios                    |
| una estrella           | A o peor           | Sin cambios                    |
| una estrella asegurada | 4 LIVES o RISKY    | 4 LIVES, RISKY o niveles FLARE |
| una estrella adicional | Full combo         | Sin cambios                    |
| 0 estrellas            | Falla la canción   | Sin cambios                    |

Como siempre, req. PREMIUM MODE o GALAXY MODE para activarlo, se desactiva si inicia un curso o si juega BPL BATTLE o en modo evento y no está disponible los EXTRA STAGE LEVELs.

### Extra exclusive
La carpeta EXTRA EXCLUSIVE corresponde al antiguo sistema de EXTRA STAGES. Todas las canciones de esta carpeta son marcadas en rojo y solo se puede jugar en EXTRA STAGE (salvo canciones que rebajaron a FINAL STAGE o que fueron liberadas). Si la canción EXTRA EXCLUSIVE proviene de una entrega anterior, su nivel siempre será 0. En caso de dificultades CHALLENGE, su nivel es aumentado por la mitad (o sea, x.5). No se confirman canciones ENCORE EXTRA en esta carpeta. En caso de haber discrepancias con DDR GP, son marcados entre paréntesis su situación actual en ese juego.
El historial de EXTRA EXCLUSIVE es lo siguiente:
| Nivel de EXTRA EXCLUSIVE | Canción (dificultad)           | Fechas de disponibilidad (Nivel de EXTRA STAGE) | Situación actual                                                           |
| ------------------------ | ------------------------------ | ----------------------------------------------- | -------------------------------------------------------------------------- |
| 0                        | Last Card                      | Instalación de DDR A3 (Liberada)                | Liberada (Carpeta DDR A20+)                                                |
| 0                        | ANTI ANTHEM                    | Instalación de DDR A3 (EXTRA LV 1)              | Liberada (Carpeta DDR A20+)                                                |
| 1                        | Deep tenDon Reflex             | Instalación de DDR A3 GOLD (EXTRA LV 2)         | Liberada (EXTRA STAGE LV 1 en DDR GP)                                      |
| 1.5                      | Deep tenDon Reflex (CHALLENGE) | Instalación de DDR A3 STANDARD (EXTRA LV 2)     | Liberada (EXTRA STAGE LV 1 en DDR GP)                                      |
| 2                        | THE ANCIENT KING IS BACK       | 22 de septiembre de 2022 (EXTRA LV 2)           | Liberada (EXTRA STAGE LV 2 en DDR GP)                                      |
| 3                        | Eon Break                      | 13 de febrero de 2023 (EXTRA LV 2)              | EXTRA STAGE LV 1 (No se muestra en DDR GP, debido a problemas de licencia) |
| 4                        | Pure Rude                      | 4 de julio de 2023 (EXTRA LV 2)                 | EXTRA STAGE LV 2 (No se muestra en DDR GP, debido a problemas de licencia) |

### EXTRA SAVIOR
Extra Savior, originalmente no disponible en las versiones tempranas de DDR A3 y que se agregó el 21 de julio de 2022 en arcades doradas y el 25 de julio en las demás arcades, fue renovado como Extra Savior A3. Todas las carpetas EXTRA SAVIOR y de las categorías VERSION y DDR SELECTION no activan ENCORE EXTRA. Los detalles se encuentran en la página principal de la serie.
A diferencia de Extra Savior PLUS, el método de desbloqueo en su versión A3 es el siguiente: debido a la introducción de cambios de estilo, ahora aparece las dos barras, cada barra tiene un color: celeste para SINGLE y rosa para DOUBLE. Ambas barras tienen sus gemas separadas. La barra del estilo seleccionado se llena más que la otra. Además, todas las canciones EXTRA SAVIOR A3 debutan primero en las arcades doradas. En todos los casos, el método de desbloqueo es igual que su versión PLUS.

### Baby-Lon's Galaxy
Baby-Lon's Galaxy es un nuevo sistema de EXTRA STAGES. Solo requiere 3 canciones en GALAXY MODE para activarlo (9 en otros métodos de pago) y aceptar la entrada en FINAL STAGE tras llenar la barra BP al máximo. EXTRA STAGE en este sistema es reemplazado por GALAXY STAGE. El sistema se activa el 1.º de noviembre de 2023. Sin embargo, este sistema cuenta como carpeta terminal, por lo que no pueden salir de la carpeta. Tampoco se puede cambiar de interfaz, si la canción seleccionada en FINAL STAGE proviene de DDR SELECTION.
En este sistema, aparece un sistema solar con varios planetas y estos se congelaron, cada planeta corresponde a una canción, y todas están forzadas a FLARE (barra que no se recarga, se pierde rápidamente, y falla la canción si cae a 0). Por defecto es FLARE LV 5 en cualquier dificultad (o LV 9 en CHALLENGE), y baja de nivel por cada intento fallido. Completando todas las dificultades (exc. BEGINNER), se revela las dificultades CHALLENGE. Las canciones deben desbloquearlas en orden y solo se desbloquea la dificultad jugada para partida regular. Por cada planeta descongelado es una canción desbloqueada. Se puede ver el progreso en la pantalla de ingreso/desconexión con el parche 2023112900.
Encore Extra: Al igual que en DDR A o versiones anteriores, en este juego también se activa ENCORE EXTRA si se completa todas las 6 canciones, se desbloquea todas las dificultades CHALLENGE de las últimas 3, y se juega en la misma dificultad de cualquier canción de la misma carpeta al menos una vez, dando como resultado el acceso a "鳳" (Hou (Fénix)) CHALLENGE, opciones forzadas a de 0.75x a 1.5x (dependiendo de la velocidad escogida en GALAXY STAGE) y FLARE LV EX, sin facilitadores, y otras opciones establecidas en GALAXY STAGE forzadas. Adicionalmente, se usa CONSTANT, similar a SUDDEN, pero solo se ve parte de las flechas en las secciones lentas de la canción. Versiones anteriores usaban SUDDENDEATH, RISKY o PERFECT FULL COMBO como barra de vida. Una vez que accede a ENCORE EXTRA, se desbloquea todas las barras FLARE de todos los niveles (exc. el nivel EX, que se requiere completar la canción en su lugar). Las barras en SINGLE y DOUBLE se deben desbloquear por separado y no cambian de color si se selecciona la categoría DDR SELECTION. CONSTANT no se puede usar fuera de ENCORE EXTRA.
Reformas
En esta tabla, indica su fecha de inicio y condiciones respectivas. Por ejemplo, 30 de noviembre de 2023, debido a que fallaron ENCORE EXTRA, se usará FLARE LV 9 en su lugar, el 7 de diciembre de 2023 es LV 8, a la semana siguiente con LV 7, y así sucesivamente.
| Fecha                    | Req. para CHALLENGE                    | Req. para ENCORE EXTRA                       | Condición para activar                                                           | Dificultad       | Tipo de barra | Enfriamiento tras activar                                                                                     | Comentarios                                       |
| ------------------------ | -------------------------------------- | -------------------------------------------- | -------------------------------------------------------------------------------- | ---------------- | ------------- | --- | ------------------------------------------------- |
| 1.º de noviembre de 2023 | Todas las dificultades (exc. BEGINNER) | Todas las canciones en CHALLENGE             | Dificultades CHALLENGE de "Come To m1dy", "SISYPHUS", y "New Millennium"         | CHALLENGE        | FLARE LV EX   | Se pierde la carga                                                                                            | N/A                                               |
| 30 de noviembre de 2023  | Todas las canciones en EXPERT          | Todas las canciones en EXPERT                | Completar "Come To m1dy", "SISYPHUS", y "New Millennium" en EXPERT o superior    | EXPERT           | FLARE LV 9    | La carga se perderá en 6 horas desde su primer intento, y el conteo de intentos vuelve a 0 pasado ese tiempo. | Se puede usar NORMAL incluso si falla la canción. |
| 7 de diciembre de 2023   | Todas las canciones en EXPERT          | Todas las canciones en DIFFICULT o superior  | Completar "Come To m1dy", "SISYPHUS", y "New Millennium" en DIFFICULT o superior | DIFFICULT        | FLARE LV 8    | La carga se perderá en 6 horas desde su primer intento, y el conteo de intentos vuelve a 0 pasado ese tiempo. | N/A                                               |
| 14 de diciembre de 2023  | Todas las canciones en EXPERT          | Todas las canciones en DIFFICULT o superior  | Completar "Come To m1dy", "SISYPHUS", y "New Millennium" en DIFFICULT o superior | DIFFICULT        | FLARE LV 7    | La carga se perderá en 6 horas desde su primer intento, y el conteo de intentos vuelve a 0 pasado ese tiempo. | N/A                                               |
| 21 de diciembre de 2023  | Todas las canciones en EXPERT          | Todas las canciones, sin importar dificultad | Completar "Come To m1dy", "SISYPHUS", y "New Millennium" en la misma dificultad  | BEGINNER o mejor | FLARE LV 6    | La carga se perderá en 6 horas desde su primer intento, y el conteo de intentos vuelve a 0 pasado ese tiempo. | N/A                                               |
| 28 de diciembre de 2023  | Todas las canciones en EXPERT          | Todas las canciones, sin importar dificultad | Completar "Come To m1dy", "SISYPHUS", y "New Millennium" en la misma dificultad  | BEGINNER o mejor | FLARE LV 5    | La carga se perderá en 6 horas desde su primer intento, y el conteo de intentos vuelve a 0 pasado ese tiempo. | N/A                                               |
| 4 de enero de 2024       | Todas las canciones en EXPERT          | Todas las canciones, sin importar dificultad | Completar "Come To m1dy", "SISYPHUS", y "New Millennium" en la misma dificultad  | BEGINNER o mejor | NORMAL        | La carga se perderá en 6 horas desde su primer intento, y el conteo de intentos vuelve a 0 pasado ese tiempo. | N/A                                               |

## Liga dorada
Proveniente de DDR A20 y su versión PLUS, la liga dorada (o Golden League) es uno de los sistemas de desbloqueos. A no ser que diga lo contrario, este sistema es exclusivo para la arcade dorada. Adicionalmente, se agregó ANNIVERSARY LEAGUE debido al aniversario 25 de DDR y ya es posible jugar canciones de la liga dorada en todas las cabinas (sin embargo, cursos CLASS siguen siendo exclusivas para las arcades doradas). Las canciones o dificultades CHALLENGE marcadas AL se mostrarán en rojo. Los detalles se encuentran en la página principal de la serie.
El historial de la liga dorada es el siguiente (sin incluir a los cursos):
| Fase                 | Canción (dificultad)                | Clase inicial        | Situación actual                 |
| Carpeta DDR A20 PLUS | Carpeta DDR A20 PLUS                | Carpeta DDR A20 PLUS | Carpeta DDR A20 PLUS             |
| -------------------- | ----------------------------------- | -------------------- | -------------------------------- |
| 1 PLUS               | DIGITALIZER (CHALLENGE)             | Oro + AB             | Liberada para todos              |
| 2 PLUS               | Draw the Savage (CHALLENGE)         | Oro + AB             | Liberada para todos              |
| 3 PLUS (AL)          | MUTEKI BUFFALO (CHALLENGE)          | Liberada para todos  | Liberada para todos              |
| 4 PLUS               | Going Hypersonic (CHALLENGE)        | Oro + AB             | Liberada para todos              |
| 5 PLUS               | Lightspeed (CHALLENGE)              | Oro + AB             | Liberada para todos              |
| 6 PLUS               | Run The Show (CHALLENGE)            | Oro + AB             | Liberada para todos              |
| 7 PLUS               | Yuni's Nocturnal Days (CHALLENGE)   | Oro + AB             | Liberada para todos              |
| 8 PLUS               | Good Looking (CHALLENGE)            | Oro + AB             | Oro                              |
| Carpeta DDR A3       |                                     |                      |                                  |
| 1 A3                 | STAY GOLD                           | Oro + AB             | Liberada para todos              |
| 2 A3                 | Teleportation                       | Oro + AB             | Liberada para todos              |
| 3 A3                 | Environ [De-SYNC] (feat. Iythe)     | Oro + AB             | Liberada para todos              |
| 4 A3                 | Let Me Know                         | Oro + AB             | Liberada para todos              |
| 5 A3                 | Let Me Show You                     | Oro + AB             | Liberada para todos              |
| 6 A3                 | Go To The Oasis                     | Oro + AB             | Liberada para todos              |
| 7 A3                 | TAKE ME HIGHER                      | Oro + AB             | Liberada para todos              |
| 8 A3                 | Lose Your Sense                     | Oro + AB             | Liberada para todos              |
| 9 A3                 | Sector                              | Oro + AB             | Se libera al terminar fase 18 A3 |
| 10 A3                | Ability                             | Oro + AB             | Bronce                           |
| 11 A3                | SURVIVAL AT THE END OF THE UNIVERSE | Oro + AB             | Bronce                           |
| 12 A3                | Jungle Dance                        | Oro + AB             | Bronce                           |
| 13 A3                | Rave in the Shell                   | Oro + AB             | Bronce                           |
| AL                   | Not Alone                           | Oro + AB             | Plata                            |
| 14 A3                | GROOVE 04                           | Oro + AB             | Plata                            |
| 15 A3                | Euphoric Fragmentation              | Oro + AB             | Plata                            |
| 16 A3                | Continue to the real world?         | Oro + AB             | Plata                            |
| 17 A3                | 9th Outburst                        | Oro + AB             | Oro                              |
| 18 A3                | My Drama                            | Oro + AB             | Oro                              |

Nota
- Dan 9, Dan 10 y Kaiden req. clases bronce, plata y oro respectivamente.
- Dificultades CHALLENGE de DDR A20 no se muestran en esta lista, debido a que ya fueron liberadas.
- Fuera de la fase AL, solo canciones de clase Bronce se pueden jugar fuera de las arcades 20th Anniversary Model.
- Se detectó algunos cuelgues en máquinas Supernova2, X japonesas y (2013) asiáticas con versionado MDX:A:D:z:~. Se arregló el 25 de agosto de 2023.

## Solo 20th Anniversary Model

### BPL Triple Tribe
Durante el desarrollo de Bemani Pro League T3 -IIDX-, a mitad de este, se anunció un nuevo evento llamado Triple Tribe. Solo la arcade dorada, Lightning Model en IIDX y Valkyrie Model en Sound Voltex son los únicos modelos arcade que pueden desbloquear canciones. El evento está en la fase 2 una vez iniciado Bemani Pro League T3 -SDVX-.

## Course Trial
Course Trial, originalmente no disponible en las versiones tempranas de DDR A3 y que se agregó el 21 de julio de 2022, fue renovado como Course Trial A3. Véase DDR A20 PLUS para más detalles. Debido al término de licencia con sus autores, no es posible jugar cursos que involucran a las licencias legendarias, debido a su eliminación.
El único cambio es que, al mover el curso a NONSTOP A3, ahora solo toma 4 partidas para desbloquear canciones o dificultades CHALLENGE, independientemente si se completa el curso o no.

## Otros desbloqueos
Aquí se muestran otros desbloqueables también categorizados en la categoría eventos (sort by EVENTs).

### DDR x Dance aRound 2022 natsu no Music Choice
DDR x Dance aRound 2022 natsu no Music Choice (DDR x Dance aRound 2022夏のMusic Choice?) es un evento crossover en que involucra a DDR, Dance aRound y DANCERUSH y parte el 10 de agosto de 2022. Este evento se divide en varias partes. Si se elige DDR, las fichas de DDR se cargan más rápido que las de Dance aRound y vice-versa. Si elige ambos juegos, las fichas se reparten en ambos juegos. Si elige DANCERUSH, las fichas se reparten en ambos juegos y se cargan más rápido. En ambos casos, solo tiene un intento diario. Luego se tiene que seleccionar canciones y depende de las fichas acumuladas (requiriendo 20 o más), tardarán hasta 100 días en desbloquearse. Con 200 o más, la canción será desbloqueada antes de tiempo. La parte uno terminó el 5 de septiembre de 2022 y se libera el 7 de septiembre de 2023. La parte 2 terminó el 3 de octubre de 2022 y fue movida a EXTRA SAVIOR el 7 de septiembre de 2023. El evento en general terminó el 20 de enero de 2023.

### BEMANI 2021 manatsu no utagassen 5-ban shōbu
Continuando con la versión anterior, BEMANI 2021 manatsu no utagassen 5-ban shōbu (BEMANI 2021真夏の歌合戦5番勝負?) fue un evento crossover que partió el 27 de julio de 2021 y terminó el 30 de septiembre de 2021, en donde participaba la versión anterior con DANCERUSH STARDOM, IIDX BISTROVER, pop'n music Kamei Riddles, GITADORA High Voltage, jubeat festo, Nostalgia Op.3 y SOUND VOLTEX EXCEED GEAR, junto con Quiz Magic Academy 夢幻の鏡界 y Card Connect. Las 2 canciones "triple cross" y "Aftermath" fueron liberadas y el 25 de agosto de 2022 fueron movidas las 6 canciones restantes a EXTRA SAVIOR, pero además, se agregaron 4 canciones más a EXTRA SAVIOR (en este artículo está marcado como EX). Una vez que las 6 canciones sean desbloqueadas mediante el evento o mediante EXTRA SAVIOR y las otras 4 mediante EXTRA SAVIOR, "恋愛観測 -2021真夏のエンディング ver.-" aparecerá en la misma carpeta para desbloquearla.

### Ichika no gochamaze Mix UP!
Ichika no gochamaze Mix UP! (いちかのごちゃまぜMix UP！?) es un evento crossover en donde se involucra este juego y su contraparte DDR GP con IIDX RESIDENT y su contraparte INFINITAS, DANCERUSH, GITADORA HIGH VOLTAGE y su contraparte para PC, pop'n music Unilab y su contraparte Lively, Jubeat Ave., Nostalgia Op. 3 y su contraparte para PC, Sound Voltex Exceed Gear arcade y PC, DANCE aROUND, QuizKnock STADIUM, QMA 夢幻の鏡界, Armored Princess: Battle Conduction, Baseball Collection temporada 2022, Rainbow Bombergirl y MAH-JONG FIGHT CLUB Extreme. Este evento solo se desbloquea canciones en las versiones arcade (exc. DANCe aROUND), y actúa como potenciadores sus contrapartes Konaste, DANCe aROUND y otros 6 juegos que no forman parte de BEMANI, y se divide en 3 partes:
1. Se tiene que llenar una barra azul. Una vez llena, se desbloquearán 2 canciones, uno por juego destino, por ejemplo, si el usuario juega DDR y llena la barra azul, se desbloqueará una canción en GITADORA y otra en DANCERUSH.
2. Una vez que las barras de ambos juegos "compatibles" se llenen, se tiene que llenar la barra rosa, en donde se desbloqueará una mezcla de 2 canciones. La mezcla la recibirá los juegos "compatibles".
3. Una vez que las barras rosas IIDX, DDR, pop'n music, GITADORA, jubeat, Sound Voltex, Nostalgia y DANCERUSH están llenas, la canción final será relevada y tiene que desbloquearla llenando las barras violetas.

El evento inició a finales de 2022 y terminó el 11 de enero de 2023. El 4 de abril de 2024, todas las canciones, junto con las restantes de la segunda fase, son movidas a EXTRA SAVIOR.

## Crossovers con DDR GP
Proveniente de DDR A20 PLUS, los usuarios que compren los packs de DDR GP y tengan activada la suscripción del mismo juego obtiene las canciones exclusivas. Para los packs de alfombra de baile, solo requieren comprar y vincular la alfombra para obtener canciones. Los usuarios que desactivan la suscripción (para desinstalar el juego, por ejemplo), que pidan un reembolso o que fueron expulsados perderán dichas canciones. Los packs que han pasado un año no necesitan suscripción vigente ni comprar el pack, ya que se liberarán de todas formas para todas las cuentas, incluyendo a las cuentas expulsadas y los usuarios sin cuenta.

## DDR SELECTION
Proveniente de DDR A, la categoría DDR SELECTION se encuentra disponible desde el inicio (exc. en arcades desconectadas). Como siempre, esta categoría es separada de los demás eventos finalizados o en curso. No hay modificaciones esta vez. Los detalles se encuentran en la página principal de la serie.

## Desarrollo

### Arcade DDR 20th anniversary (dorado)
DDR A3 GOLD fue anunciado vía Twitter el día antes del lanzamiento. La interfaz dorada (se diferencia con su versionado MDX:J:I:z:~) incluye los cursos CLASS y la Liga Dorada, que no estaban presentes en la versión STANDARD (cuyo versionado es MDX:x:A:A:~ -cabinas X-, MDX:x:B:A:~ -cabinas Supernova2- y MDX:x:C:A:~ -cabinas DDR(2013)-), en donde la interfaz es violeta en el fondo y dorada en otras partes, incluyendo las metálicas.

### Otros gabinetes
DDR A3 STANDARD fue anunciado vía Twitter el 18 de junio de 2022, y el 22 de junio de 2022 se instaló en el resto de los gabinetes (exc. en MDX:U) y es posible que algunas cabinas Supernova2 tuviesen pantallas cambiadas por una LCD a 720p y relación 16:9, en donde la interfaz es azul en el fondo y de celeste a verde claro en otras partes, y las partes metálicas son blancas. Las licencias legendarias al fin fueron liberadas con el anuncio de COURSE TRIAL de aniversario. Sin embargo, solo las tiendas Round 1 USA tuvieron los kits TDX. Las otras tiendas se quedaron estancadas en la versión anterior, ya que es muy difícil crear un kit MDX de este juego.

## Canciones
Se han confirmado 86 canciones nuevas (5 de KAC 2023) + 19 provenientes de la liga dorada (8 liberadas y sin incluir dificultades CHALLENGE de esa liga) + 6 exclusivas para 20th Anniversary Model + 16 desbloqueables desde cursos + 67 provenientes de DDR GP (dificultades CHALLENGE exclusivas se muestran en una lista aparte), 1196 canciones en total sumando todas las versiones y excluyendo las eliminadas, y 924 en total en modo desconectado. Si la canción proviene o fue crossover de IIDX, se mostrará también su género después de las romanizaciones y traducciones y antes de los comentarios relacionados con la traducción. Las canciones que req. suscripción vigente a DDR GP y que compren sus respectivos packs están marcadas en azul y letra rosa, y las canciones COURSE TRIAL son marcadas en azul oscuro, EXTRA SAVIOR en verde oscuro y EXTRA EXCLUSIVE en rojo. Canciones con negrita y coloración de la versión regular originalmente estaban bloqueadas, y actualmente son liberadas. No hay licencias durante el lanzamiento inicial, siendo agregadas después vía parches de actualización. Canciones nuevas se mostrarán primero, luego, las canciones o dificultades CHALLENGE exclusivas de DDR GP, canciones COURSE TRIAL, EXTRA SAVIOR, EXTRA EXCLUSIVE, de campeonatos (como KAC o BPL) y de liga dorada, las carpetas terminales (aquellas que no se pueden salir tras su acceso) y finalmente las canciones o dificultades CHALLENGE todavía bloqueadas. Canciones de carpetas anteriores que no se muestran son liberadas, que solo contienen CHALLENGE se muestran en violeta claro y req. e-amusement pass para jugarlos, y que son eliminadas se muestran en plomo, que son 24 (5 son licencias legendarias). En caso de dificultades CHALLENGE, se ocupa la fila entera en vez de la fila dividida en tres y se agrupa todas las canciones afectadas en una misma fila.
| Canción | Artista                                                                                               | Comentarios |
| Carpeta DDR A3 | Carpeta DDR A3                                                                                        | Carpeta DDR A3 |
| Licencias Ninguna de estas licencias se encuentran en versiones desconectadas del juego. | Licencias Ninguna de estas licencias se encuentran en versiones desconectadas del juego.              | Licencias Ninguna de estas licencias se encuentran en versiones desconectadas del juego.                              |
| Licencias anime, videojuegos o Vocaloid (3 en total) | Licencias anime, videojuegos o Vocaloid (3 en total)                                                  | Licencias anime, videojuegos o Vocaloid (3 en total)                                                                  |
| --- | --- | --- |
| "アユミ☆マジカルショータイム" (Ayumi☆Magical Showtime) 🎬 (†U) | キノシタ feat.音街ウナ                                                                                | Del videojuego テクテクテクテク                                                                                       |
| "ポッピンキャンディ☆フィーバー！" (Poppin' Candy☆Fever) 🎬 (†U) | キノシタ feat.音街ウナ                                                                                | VOCALOID EDITION Del videojuego maimai でらっくす UNiVERSE                                                            |
| "ポジティブ☆ダンスタイム" (Positive☆Dance Time) 🎬 (†U) | キノシタ feat.音街ウナ                                                                                | VOCALOID EDITION Del videojuego Hatsune Miku: COLORFUL STAGE!                                                         |
| Canciones mundiales (3 en total) | | |
| "Look at the Sky" (†U) | Porter Robinson                                                                                       | Del álbum "Secret Sky 2020 (DJ mix)"                                                                                  |
| "Something Comforting" (†U) | Porter Robinson                                                                                       | Del álbum "Nurture"                                                                                                   |
| "Musician" (†U) | Porter Robinson                                                                                       | Del álbum de mismo nombre.                                                                                            |
| Undertale X BEMANI (4 en total) | | |
| "MEGALOVANIA" 🎬 (†U) | Toby Fox                                                                                              | De Undertale SHOCK ARROWs en todas las dificultades (exc. en BEGINNER y BASIC)                                        |
| "Battle Against a True Hero / 本物のヒーローとの戦い" (†U) | Toby Fox                                                                                              | De Undertale SHOCK ARROWs en todas las dificultades (exc. en BEGINNER y BASIC)                                        |
| "Death by Glamour / 華麗なる死闘" (†U) | Toby Fox                                                                                              | De Undertale SHOCK ARROWs en todas las dificultades (exc. en BEGINNER y BASIC)                                        |
| "Finale / フィナーレ" 🔷 (†U) | Toby Fox                                                                                              | De Undertale SHOCK ARROWs en todas las dificultades (exc. en BEGINNER y BASIC)                                        |
| Arreglos Touhou Project (3 en total) | | |
| "WARNING×WARNING×WARNING" 🎬 (†U) | 暁Records                                                                                             | Remix del BGM del juego Legacy of Lunatic Kingdom de jubeat festo                                                     |
| "ウサテイ" (Usatei) 🎬 (†U) | ビートまりお(COOL&CREATE) (Artista original: あまね+ビートまりお(COOL&CREATE)) (Licenciado por IOSYS) | Remix de BGM de los juegos Phantasmagoria of Flower View e Imperishable Night de Sound Voltex II -Infinite Infection- |
| "患部で止まってすぐ溶ける ～ 狂気の優曇華院" (Kanbu de tomatte sugu tokeru ~ kyouki no Udongein) (Stops at the affected area and melts immediately ~ Crazy Yukukain) 🔷🎬 (†U)                                                      | ARM(IOSYS)                                                                                            | Remix de BGM del juego Imperishable Night de Sound Voltex II -Infinite Infection-                                     |
| Covers (3 en total) | | |
| "ミックスナッツ" (Mixed Nuts) (†U) | (Sin autor) (Artista original: Official髭男dism)                                                      | Del álbum de mismo nombre. de jubeat ave..                                                                            |
| "一途" (Ichizu) (†U) | (Sin autor) (Artista original: King Gnu)                                                              | Del álbum de mismo nombre. de jubeat ave..                                                                            |
| "SOUVENIR" (†U) | (Sin autor) (Artista original: BUMP OF CHICKEN)                                                       | Del álbum de mismo nombre. de DANCERUSH.                                                                              |
| Otras licencias (2 en total) | | |
| "KING" 📜 (†U) | Kanaria                                                                                               | Licenciado por Kanaria                                                                                                |
| "酔いどれ知らず" (Yoidore shirazu) (†U) | Kanaria                                                                                               | Licenciado por Kanaria                                                                                                |
| Originales (19 en total) Nota: Puede incluir crossovers | | |
| Lista inicial | | |
| "Anthurium" | BlackY feat. Risa Yuzuki                                                                              | Original de Konami |
| "Dance Phenomena" | BEMANI Sound Team "Captain King"                                                                      | Original de Konami |
| "♡Drive My Heart♡" | CHEAP CREAM                                                                                           | Original de Konami |
| "Fleur" | BEMANI Sound Team "Akhuta Works"                                                                      | Original de Konami |
| "Like A Star" | nora2r feat. 和鳴るせ                                                                                 | Original de Konami |
| "Pump Pump Pump" | kors k                                                                                                | Original de Konami |
| "SAYONARA☆ディスコナイト" (Sayonara Disco Light) | nana(Sevencolors) feat.ジゼル・クイン                                                                 | Original de Konami |
| "Surface" | Stessie                                                                                               | Original de Konami |
| "Wolf's Rain" | fu_mou                                                                                                | Original de Konami |
| "Let's DANCE aROUND!!" 🔷 | kors k feat.Jaejun by NuevoStudio                                                                     | Canción debut de DANCE aROUND, que también es BGM de interfaz del mismo.                                              |
| "BELUGA" | BEMANI Sound Team "S-C-U"                                                                             | Original de Konami |
| "WORST PLAN" | BEMANI Sound Team "SYUNN"                                                                             | Original de Konami |
| "Qwerty" | BEMANI Sound Team "Yvya"                                                                              | Original de Konami |
| "stellar rain" | BEMANI Sound Team "PHQASE"                                                                            | Original de Konami |
| "Black Emperor" | 黒魔                                                                                                  | De SOUND VOLTEX II -infinite infection-                                                                               |
| "GERBERA" | BEMANI Sound Team "TAG"                                                                               | de SOUND VOLTEX IV HEAVENLY HAVEN                                                                                     |
| "Awakening Wings" | 伊達朱里紗                                                                                            | de MAH-JONG FIGHT CLUB pro tournament                                                                                 |
| "DDR System Songs+Replicant Mix" | BEMANI Sound Team (Artista original: TAG)                                                             | BGM de sistema de DDR(2013) y (2014)                                                                                  |
| Aniversario 35 del código Konami | | |
| "↑↑↓↓←→←→BA" Pronunciado Ue ue shita shita hidari migi hidari migi BA | meiyo                                                                                                 | de SOUND VOLTEX EXCEED GEAR                                                                                           |
| "GRADIUS REMIX (↑↑↓↓←→←→BA Ver.)" | TOKYO MACHINE                                                                                         | De DANCERUSH STARDOM                                                                                                  |
| Aniversario 25 - concurso de vocalistas | | |
| "Throw Out" | BEMANI Sound Team "ZAQUVA" feat. Uzumaki                                                              | Aniversario 25 de DDR                                                                                                 |
| Provenientes de HinaBitter♪ (Única canción) | | |
| "ポラリスノウタ" (Polaris no Uta) | ここなつ2.0                                                                                           | De ひなビタ♪ (HinaBitter♪) (Aniversario 10 de ひなビタ♪)                                                              |
| DDR x Dance aRound Music Choice parte 1 (4 en total) | | |
| "Easy Peasy" | BEMANI Sound Team "Syunn"                                                                             | de Dance aRound |
| "You You You" | D.watt feat. 紡音れい                                                                                 | de Dance aRound |
| "Prettiful!" | BlackY                                                                                                | de Dance aRound |
| "Go Down" | KO3                                                                                                   | de Dance aRound |
| Provenientes de DDR GP | | |
| Liberadas (52 en total) | | |
| Arreglos Touhou Project | | |
| "最速最高シャッターガール" 🎬 (Saisoku saikou shutter girl) | ビートまりお(COOL&CREATE)                                                                             | Pack Touhou 1 (Remix de BGM del juego Bohemian Archive in Japanese Red)                                               |
| "リスペク風神" 🎬 (Respec fujin) | ビートまりお(COOL&CREATE)                                                                             | Pack Touhou 1 (Remix de BGM del juego Mountain of Faith)                                                              |
| "スカーレット警察のゲットーパトロール24時" 🎬 (Scarlet keisatsu no ghetto patrol 24 ji) (Scarlet Police in Ghetto Patrol for 24 hrs.)                                                                                               | 七条レタスグループ                                                                                    | Pack Touhou 2 (Remix de BGM del juego The Embodiment of Scarlet Devil)                                                |
| "恋の氷結おてんば湯けむりチルノ温泉" 🎬 (Koi no hyoketsu otenba yukemuri Cirno onsen) Lit. El baño refrescante y congelado en las aguas termales de Cirno                                                                           | uno & 夕野ヨシミ feat. miko                                                                           | Pack Touhou 2 (Remix de BGM del juego The Embodiment of Scarlet Devil)                                                |
| Originales y crossovers | | |
| "Closer to my Heart (jun remix)" | NM feat.Heather Elmer                                                                                 | Pack 7 |
| "DOUBLE TORNARD" | evo-X                                                                                                 | Pack 7 |
| "I WANT YOUR LOVE (Darwin remix)" | GAV                                                                                                   | Pack 7 |
| "Mess With My Emotions" | Latenighter                                                                                           | Pack 7 |
| "TRUE LOVE (Clubstar's True Club Mix)" | jun feat. Schanita                                                                                    | Pack 7 Primera aparición de jun desde DDR(2013)                                                                       |
| "鏡花水月楼 (DDR EDITION)" (Kyoka suigetsurou (DDR EDITION)) | TËЯRA feat. 宇宙戦隊NOIZ                                                                              | Pack 7 Primera aparición de jun, y con ella, la banda TËЯRA, desde DDR(2013)                                          |
| "glacia" ARTCORE | DJ TOTTO                                                                                              | Pack jubeat 1 |
| "Megalara Garuda" DRUMSTEP | SYUNN                                                                                                 | Pack jubeat 1 |
| "Wowie Zowie!" | Hommarju                                                                                              | Pack jubeat 1 |
| "ナナホシ" (Nanahoshi) | S-C-U                                                                                                 | Pack jubeat 1 |
| "Too Late Snow" | movies (moimoi × Xceon × Dai.)                                                                        | Pack jubeat 2 |
| "Glitter Flatter Scatter" | Project B-                                                                                            | Pack jubeat 2 |
| "ALBIDA" HARD RENAISSANCE | DJ YOSHITAKA                                                                                          | Pack jubeat 2 |
| "量子の海のリントヴルム" 🎬 (Ryoushi no umi no Lindwurm) (LINDWURM) エピックプログレ (EPIC PROG) En IIDX, el letrero led dice MAUD AND HER WATER DRAGON.                                                                            | 黒猫ダンジョン                                                                                        | Pack jubeat 2 |
| "Are U Ready" | Shouya Namai                                                                                          | Pack de alfombra de baile                                                                                             |
| "Concertino in Blue" 🎬 PROGRESSIVE | 佐々木博文                                                                                            | Pack de alfombra de baile (GitarFreaks 7thMIX y DrumMania 6thMIX)                                                     |
| "concon" HARD ELECTRIC POP | S-C-U                                                                                                 | Pack de alfombra de baile (jubeat knit APPEND)                                                                        |
| "Get Your Wish" | WATARU                                                                                                | Pack de alfombra de baile                                                                                             |
| "Last Summer" | BEMANI Sound Team "Monolith vs.Nautilus"                                                              | Pack de alfombra de baile                                                                                             |
| "perditus†paradisus" 🎬 ANTHEM CORE | iconoclasm                                                                                            | Pack de alfombra de baile (beatmania IIDX 18: Resort Anthem / World Tour)                                             |
| "Settin' the Scene" | U1 night style                                                                                        | Pack de alfombra de baile                                                                                             |
| "Unity" | The Remembers                                                                                         | Pack de alfombra de baile                                                                                             |
| "VALLIS-NERIA" 🎬 TRANCE CORE | DJ YOSHITAKA                                                                                          | Pack de alfombra de baile (Reflec Beat Limelight)                                                                     |
| "Wuv U" CANDY RAVE | kors k                                                                                                | Pack de alfombra de baile (REFLEC BEAT)                                                                               |
| "ヤサイマシ☆ニンニクアブラオオメ" (Yasaimashi☆ninniku abura oome) | azuma feat. ななひら                                                                                  | Pack de alfombra de baile (Sound Voltex Booth)                                                                        |
| "サヨナラ・ヘヴン" 🎬 (Sayonara Heaven) WORLD/ELECTRONICA | 猫叉Master                                                                                            | Pack de alfombra de baile (pop'n music 11 CS/IIDX SIRIUS)                                                             |
| "CANDY (UFO mix)" | The Sweetest                                                                                          | Pack 10 |
| "Curry Up" | OR-IF-IS                                                                                              | Pack 10 |
| "Heavens and the Earth" | The Lonely Hearts                                                                                     | Pack 10 |
| "PARADISE" | Lea Drop feat. McCall Clark                                                                           | Pack 10 |
| "STAY (Joey Riot remix)" | DANNY D                                                                                               | Pack 10 |
| "Take Me" | Harmony Machine                                                                                       | Pack 10 |
| "We Will Live Together" | Happy CoreMAN                                                                                         | Pack 10 |
| "On the Night of a Still Wind" | Jena Rose                                                                                             | Pack 14 |
| "Be With You (Still Miss you)" | nc ft. Eddie Kay                                                                                      | Pack 14 |
| "little steps" | Freeman                                                                                               | Pack 14 |
| "Such A Feeling" | U1 | Pack 14 |
| "Hold Tight" | 800 Slopes                                                                                            | Pack 18 |
| "JUST BELIEVE" | Lea Drop feat.Marissa Ship                                                                            | Pack 18 |
| "LOVE SHINE (Body Grooverz 2006 mix)" | W.W.S                                                                                                 | Pack 18 |
| "the beat" | Sparky                                                                                                | Pack 18 |
| "Flip Flap" CANDY HANDZ UP | kors k                                                                                                | Pack REFLEC BEAT 1 |
| "GLITTER" | Sota Fujimori 2nd Season                                                                              | Pack REFLEC BEAT 1 |
| "Valanga" | DJ TOTTO                                                                                              | Pack REFLEC BEAT 1 |
| "カラフルミニッツ" (Colorful Minutes) | Qrispy Joybox feat.mao                                                                                | Pack REFLEC BEAT 1 |
| "Broken" TRANCE | dj TAKA feat.AiMEE                                                                                    | Pack REFLEC BEAT 2 |
| "Playing With Fire" | kors k                                                                                                | Pack REFLEC BEAT 2 |
| "Towards The Horizon" | かめりあ                                                                                              | Pack REFLEC BEAT 2 |
| "伐折羅-vajra-" | DJ TOTTO VS 兎々                                                                                      | Pack REFLEC BEAT 2 |
| "Open Your Eyes" | NM feat.JaY_bEe (JB Ah-Fua)                                                                           | Pack 22 |
| "Racing with Time (NAOKI's 999 remix)" | jun feat.Godis (Heather Twede)                                                                        | Pack 22 |
| "SAY A PRAYER" | Des-ROW Ft. Maxi Priest                                                                               | Pack 22 |
| "Surrender (PureFocus remix)" | U1 ft. Becca Hossany                                                                                  | Pack 22 |
| "BREAKING THE FUTURE" | ARM (IOSYS) x BEMANI Sound Team "U1" ft. Kradness x TRIΔNGLE                                          | BPL T2 -DDR- |
| Liberadas en su siguiente versión | | |
| BEMANI PRO LEAGUE | | |
| Temporada 2 Extra (8 en total) | | |
| "Aria" | ZxNX                                                                                                  | BPL T2 -DDR- Vol. 1                                                                                                   |
| "Rise as One" | Relect                                                                                                | BPL T2 -DDR- Vol. 2                                                                                                   |
| "Drive Away" | Tanukichi                                                                                             | BPL T2 -DDR- Vol. 3                                                                                                   |
| "Chromatic Burst" | JAKAZiD                                                                                               | BPL T2 -DDR- Vol. 4                                                                                                   |
| "GLOW THE CROWN" | DJ Shinamura                                                                                          | BPL T2 -DDR- Vol. 5                                                                                                   |
| "SMASH" | Whac-A-Me                                                                                             | BPL T2 -DDR- Vol. 6                                                                                                   |
| "Complete Game Victory" | Numb'n'dub                                                                                            | BPL T2 -DDR- Vol. 7                                                                                                   |
| "Abrupt Madness" | Mameyudoufu                                                                                           | BPL T2 -DDR- Vol. 8                                                                                                   |
| Packs BPL T2 del 0 a 8 | | |
| Dificultades CHALLENGE para "BREAKING THE FUTURE" | | |
| Pack Undertale | | |
| Dificultades CHALLENGE para todo el pack Undertale | | |
| Arreglos Touhou Project (6 en total) | | |
| "HANIPAGANDA" | 暁Records                                                                                             | Pack Touhou 3 |
| "LOVE EAST" 🎬 | 暁Records                                                                                             | Pack Touhou 3 |
| "トランスダンスアナーキー" (Trance Dance Anarchy) | 暁Records                                                                                             | Pack Touhou 3 |
| "INFINITE WORLD" 🎬 | SOUND HOLIC feat. Nana Takahashi                                                                      | Pack Touhou 4 |
| "Kill The Night" 🎬 | SOUND HOLIC feat. Nana Takahashi & 709sec.                                                            | Pack Touhou 4 |
| "しゅわスパ大作戦☆" 🎬 (Shuwa spa daisakusen☆) | SOUND HOLIC feat. Nana Takahashi                                                                      | Pack Touhou 4 (Remix de BGM del juego Immaterial and Missing Power)                                                   |
| Provenientes de HinaBitter♪ | | |
| Pack HinaBitter♪ 1 (4 en total) | | |
| "Finally Dive" | ここなつ Produced by lapix                                                                            | Pack HinaBitter 1 (De ひなビタ♪ (HinaBitter♪))                                                                        |
| "コンフェイト＊コンチェルト" (Confeito Concerto) | ここなつ Produced by U-ske                                                                            | Pack HinaBitter 1 (De ひなビタ♪ (HinaBitter♪))                                                                        |
| "都会征服Girls☆" (Tokai Seikufu Girls☆) | 日向美ビタースイーツ♪                                                                                 | Pack HinaBitter 1 (De ひなビタ♪ (HinaBitter♪))                                                                        |
| "めうめうぺったんたん！！ (ZAQUVA Remix)" (Meu Meu Pettanttan!! (ZAQUVA Remix)) | (Remezclado por BEMANI Sound Team "ZAQUVA")                                                           | Pack HinaBitter 1 |
| Pack HinaBitter♪ 2 (4 en total) | | |
| "千客万来☆無問題!" (Senkyakubanrai☆moumantai!) | ここなつ Produced by lapix                                                                            | Pack HinaBitter 2 (De ひなビタ♪ (HinaBitter♪))                                                                        |
| "ちくわパフェだよ☆ＣＫＰ (Yvya Remix)" (Chikuya Parfait da yo☆CKP (Yvya Remix)) | (Remezclado por BEMANI Sound Team "YVYA")                                                             | Pack HinaBitter 2 |
| "ナナイロライト" (Nanairo Lights) | ここなつ                                                                                              | Pack HinaBitter 2 (De ひなビタ♪ (HinaBitter♪))                                                                        |
| "走れメロンパン" (Hashire Melonpan) | 日向美ビタースイーツ♪                                                                                 | Pack HinaBitter 2 (De ひなビタ♪ (HinaBitter♪))                                                                        |
| Dificultades Challenge sin liberarse todavía | | |
| Par Touhou 3 y 4 | | |
| Dificultades CHALLENGE para "Grip & Break down !!" y "WARNING×WARNING×WARNING" | | |
| Par 23 y 24 | | |
| Dificultades CHALLENGE para "Hopeful" y "Thank You Merry Christmas" | | |
| Pack BEMANI SELECTION 1 | | |
| Dificultades CHALLENGE para "FUNKY SUMMER BEACH", "Plan 8" y "海神" | | |
| Par 25 y 26 | | |
| Dificultades CHALLENGE para "HAPPY☆LUCKY☆YEAPPY" y "恋愛観測" | | |
| COURSE TRIAL (16 en total) | | |
| "PERSIAN LAND" | FLOXYTEK                                                                                              | Curso TRIPLET |
| "ON-DO" | PON×U1                                                                                                | Curso NIPPON-NO-MATSURI de pop'n music eclale                                                                         |
| "Come Back to Me (Feel It)" | Dominant Space                                                                                        | Curso FEELING |
| "Debug Dance" | lapix                                                                                                 | Curso CYBER |
| "Get it" | Dubscribe                                                                                             | Curso INTENSE |
| "Crystarium" | BlackY                                                                                                | Curso EXCITING WINTER de DANCERUSH                                                                                    |
| "insist" | Tomoyuki Uchida feat.秋成                                                                             | Curso SHED TEARS de Nostalgia Op. 2                                                                                   |
| "Phlox" 🎬 | Sota Fujimori 2nd Season                                                                              | Curso kawaii♡steps de BeatStream アニムトライヴ                                                                       |
| "アドレナリン" (Adrenaline) | U1 overground                                                                                         | Curso Distortion de ミライダガッキ FutureTomTom Ver.2                                                                 |
| "羊皮紙の上の銀河" (Youhishi no ue no ginga) | OSTER project feat. そらこ                                                                            | Curso Galaxy de Nostalgia Op. 1                                                                                       |
| "メンタンピンドラドラ" (Mentanpindoradora) | enzo + O2i3                                                                                           | Curso JAPANESE STYLE de MÚSECA 1+1/2                                                                                  |
| "とこにゃつ☆トロピカル" (Tokonyatsu tropical) | Dormir                                                                                                | Curso SUMMER RESORT de Nostalgia Forte                                                                                |
| "EMOTiON TRiPPER" | Dormir                                                                                                | Curso CHEER UP! de jubeat festo                                                                                       |
| "Urban Life" | Sota Fujimori                                                                                         | Curso PIANO MELODY de NOSTALGIA                                                                                       |
| "Next FUTURE" | SARAH                                                                                                 | Curso EPILOGUE de GITADORA Matixx                                                                                     |
| "melody H4CKER" | Moe Shop                                                                                              | Curso COOL DANCE! de DANCERUSH                                                                                        |
| EXTRA SAVIOR | | |
| Vol. 1 Debut de EXTRA SAVIOR A3 (2 en total) | | |
| "Good Sound United" | Hommarju                                                                                              | Extra Stage N.º 1 |
| "Unreality" | sky_delta                                                                                             | Extra Stage N.º 2 |
| Vol. 2 Enjoy Summer Vacation! (2 en total) | | |
| "リリーゼと炎龍レーヴァテイン" 🎬 (Lilieze to enryuu Laevateinn) (Lilieze and her fire dragon) | 黒猫ダンジョン                                                                                        | Extra Stage N.º 3 (Coca-Cola×BEMANI) de REFLEC BEAT colette -Summer-                                                  |
| "MANA" | DJ YOSHITAKA                                                                                          | Extra Stage N.º 4 (pop'n music 20 fantasia)                                                                           |
| Vol. 3.5 BEMANI 2021 manatsu no utagassen 5-ban shōbu EX (5 de 11) | | |
| "MA・TSU・RI" (*1) JAPANESQUE | かなたん,アマギセーラ,ぁゅ by BEMANI Sound Team "藤森崇多"                                            | Extra Stage N.º 11 Representa a jubeat                                                                                |
| "チュッチュ♪マチュピチュ" (Chu Chu♪Machu Pichu) (*1) | ななひら,Nana Takahashi,猫体質 by BEMANI Sound Team "劇ダンサーレコード"                              | Extra Stage N.º 12 Representa a DANCERUSH                                                                             |
| "斑咲花" (Murasakibana) (*1) | mami,駄々子 by BEMANI Sound Team "Akhuta Works"                                                       | Extra Stage N.º 13 Representa a NOSTALGIA                                                                             |
| "DUAL STRIKER" (*1) IIDX SOUNDS | Mayumi Morinaga,Fernweh by BEMANI Sound Team "L.E.D. & HuΣeR"                                         | Extra Stage N.º 14 Representa a IIDX                                                                                  |
| "恋愛観測 -2021真夏のエンディング ver.-"🎬 (Renai Kansoku versión BEMANI 2021 manatsu no ending) (*2) | 2021真夏のSingers                                                                                     | Extra Stage N.º 15 |
| Vol. 4 Boo! Trick or treat! (2 en total) | | |
| "BONE BORN" | MARON (IOSYS)                                                                                         | Extra Stage N.º 16 (DANCERUSH)                                                                                        |
| "惑星☆ロリポップ" 🎬 (Wakusei lollipop) | SOUND HOLIC feat. Nana Takahashi                                                                      | Extra Stage N.º 17 (beatstream)                                                                                       |
| Vol. 5 Crystal clear winter (Única canción) | | |
| "Snow Garland Fairy" | BEMANI Sound Team "KE!JU"                                                                             | Extra Stage N.º 18 |
| Vol. 6 Campaña de San Valentín 2023 (Única canción) | | |
| "みゅ、みゅ、Müllる" (Myu, Myu, Müllru) | 月乃 ＆ BEMANI Sound Team "劇団レコード"                                                              | Extra Stage N.º 19 |
| Vol. 7 春を呼ぶ桜の祝祭 (2 en total) | | |
| "chaplet" | DJ TOTTO                                                                                              | Extra Stage N.º 20 (jubeat saucer / REFLEC BEAT colette -Spring-)                                                     |
| "spring pony" | S-C-U                                                                                                 | Extra Stage N.º 21 (jubeat saucer / pop'n music Sunny Park)                                                           |
| Vol. 8 DDR x Dance aRound Music Choice parte 2 (Única canción) | | |
| "Acid,Tribal & Dance (DDR EDITION)" | Relect                                                                                                | Extra Stage N.º 22 (Dance aRound)                                                                                     |
| Vol. 9 Ichika no gochamaze Mix UP! (11 en total) | | |
| Parte 1 | | |
| "BREDLI" | BEMANI Sound Team "SYUNN"                                                                             | Extra Stage N.º 23 (DANCERUSH)                                                                                        |
| "キヤロラ衛星の軌跡" (Kiyarora eisei no kiseki) | 工藤吉三(ベイシスケイプ)                                                                              | Extra Stage N.º 24 (GITADORA EXCHAIN)                                                                                 |
| "新蛇姫" (Shin hebihime) | BEMANI Sound Team "U1-ASAMi"                                                                          | Extra Stage N.º 25 (Ichika no gochamaze Mix UP!)                                                                      |
| "Kilonova" | BEMANI Sound Team "Yvya"                                                                              | Extra Stage N.º 26 (Ichika no gochamaze Mix UP!)                                                                      |
| "VOLAQUAS" EMPYREAL HYDRO ARTCORE | BEMANI Sound Team "DJ TOTTO VS 兎々"                                                                  | Extra Stage N.º 27 (Ichika no gochamaze Mix UP!)                                                                      |
| Parte 2 | | |
| "[ ]DENTITY" (*1) FORTUNE OVERTURE | BEMANI Sound Team "HuΣeR"                                                                             | Extra Stage N.º 28 (Ichika no gochamaze Mix UP!)                                                                      |
| "White Stream" (*1) | BEMANI Sound Team "ZAQUVA"                                                                            | Extra Stage N.º 29 (Ichika no gochamaze Mix UP!)                                                                      |
| "Dance With The Dead" (*1) | BEMANI Sound Team "SYUNN"                                                                             | Extra Stage N.º 30 (Ichika no gochamaze Mix UP!)                                                                      |
| "Metamorphic" (*1) | BEMANI Sound Team "Sota Fujimori"                                                                     | Extra Stage N.º 31 (Ichika no gochamaze Mix UP!)                                                                      |
| "Indigo Nocturne" (*1) | BEMANI Sound Team "Power Of Nature"                                                                   | Extra Stage N.º 32 (Ichika no gochamaze Mix UP!)                                                                      |
| "輪廻の鴉" (Rinne no karasu) (*1) SPIRITUAL CORE | BEMANI Sound Team "dj TAKA"                                                                           | Extra Stage N.º 33 (Ichika no gochamaze Mix UP!)                                                                      |
| Parte 3 | | |
| Dificultades CHALLENGE para "VOLAQUAS" (*2) | | |
| EXTRA EXCLUSIVE (4 en total) | | |
| "Deep tenDon Reflex" | BEMANI Sound Team "Coyaan"                                                                            | EXTRA EXCLUSIVE LV 1                                                                                                  |
| "THE ANCIENT KING IS BACK" | BEMANI Sound Team "L.E.D.-G"                                                                          | EXTRA EXCLUSIVE LV 2                                                                                                  |
| "Eon Break" 🎬(RDA rojo) | Virtual Self                                                                                          | EXTRA EXCLUSIVE LV 3 Del álbum "Virtual Self"                                                                         |
| "Pure Rude" | kors k                                                                                                | EXTRA EXCLUSIVE LV 4 Del álbum "Candy Rave Land Vol. 1"                                                               |
| KONAMI Arcade Championship (5 en total) | | |
| "パーフェクトイーター" (Perfect Eater) | BEMANI Sound Team "PON" feat.かなたん                                                                 | Edición 11 |
| "I-W-U (I Want U)" | nagomu tamaki                                                                                         | Edición 11 (EXTRA SAVIOR)                                                                                             |
| "Sparkle Dreams" | PIKASONIC                                                                                             | Edición 11 (EXTRA SAVIOR)                                                                                             |
| "mathematical good-bye" | 三代目 ADULTIC TEACHERS feat. BEMANI Sound Team "スコーピオン志村"                                    | Edición 11 (EXTRA SAVIOR)                                                                                             |
| "ROCK THE PARTY" | BEMANI Sound Team "KE!JU"                                                                             | Edición 11 (EXTRA SAVIOR)                                                                                             |
| BEMANI PRO LEAGUE T3 Triple Tribe (solo 20th Anniversary Model) | | |
| Fase 1 (3 en total) | | |
| "C-C-C-N-N-N" 🎬 ELECTRONICORE | RoughSkreamZ feat. Aikapin                                                                            | Temporada 3 - IIDX (IIDX RESIDENT)                                                                                    |
| "DIABLOSIS::Nāga" | sky_delta                                                                                             | Temporada 3 - IIDX (SOUND VOLTEX III)                                                                                 |
| "suspicions" JAZZ CORE | BEMANI Sound Team "猫叉Master VS dj TAKA"                                                             | Temporada 3 - IIDX |
| Fase 2 (3 en total) | | |
| "コメット⇒スケイター" (Comet skater) | U-ske feat.棗いつき                                                                                   | Temporada 3 - SDVX (SOUND VOLTEX IV)                                                                                  |
| "3y3s" 🎬 DANCE SPEED | 青龍                                                                                                  | Temporada 3 - SDVX (IIDX EMPRESS)                                                                                     |
| "Ambivalent Vermilia" HARD RENAISSANCE | BEMANI Sound Team "二代目朱雀 feat.朱雀"                                                              | Temporada 3 - SDVX |
| Liga dorada (19 en total, 9 liberadas en esta versión y el resto en la siguiente) | | |
| "STAY GOLD" | Yuta Imai                                                                                             | Fase 1 A3 |
| "Teleportation" | Tatsunoshin                                                                                           | Fase 2 A3 |
| "Environ [De-SYNC] (feat. Iythe)" | DV-i                                                                                                  | Fase 3 A3 |
| "Let Me Know" | ZEOL                                                                                                  | Fase 4 A3 |
| "Let Me Show You" | Whac-A-Me                                                                                             | Fase 5 A3 |
| "Go To The Oasis" | GRAN-NEW DRAMATIC BOYS                                                                                | Fase 6 A3 |
| "TAKE ME HIGHER" | DJ Shinamura                                                                                          | Fase 7 A3 |
| "Lose Your Sense" | ZxNX                                                                                                  | Fase 8 A3 |
| "Sector" | RYOQUCHA                                                                                              | Fase 9 A3 |
| "Ability" | Stessie                                                                                               | Fase 10 A3 (bronce)                                                                                                   |
| "SURVIVAL AT THE END OF THE UNIVERSE" | Akira Complex                                                                                         | Fase 11 A3 (bronce)                                                                                                   |
| "Jungle Dance" | NATSUMI                                                                                               | Fase 12 A3 (bronce)                                                                                                   |
| "Rave in the Shell" | yadosan                                                                                               | Fase 13 A3 (bronce)                                                                                                   |
| "Not Alone" | Odyssey Eurobeat                                                                                      | Fase de aniversario (plata)                                                                                           |
| "GROOVE 04" | android52                                                                                             | Fase 14 A3 (plata) |
| "Euphoric Fragmentation" | DC Mizey                                                                                              | Fase 15 A3 (plata) |
| "Continue to the real world?" | NUU$HI                                                                                                | Fase 16 A3 (plata) |
| "9th Outburst" | Zekk                                                                                                  | Fase 17 A3 (oro) |
| "My Drama" | Coretex feat. MIDI War                                                                                | Fase 18 A3 (oro) |
| Carpeta terminal | | |
| Baby-Lon's Galaxy (7 canciones) | | |
| "BLUE FOG, SILVER BULLET." | BEMANI Sound Team "L.E.D."                                                                            | 1.ª en la serie |
| "Electronic Sports Complex" (*1) | 栄免建設                                                                                              | 2.ª en la serie |
| "ｍｅｍｏｒｙ／／ＤＡＴＡＭＯＳＨＥＲ" (*1) | SYSTEM VALKYRIE:type-overdrive                                                                        | 3.ª en la serie |
| "Come To m1dy" (*2) | m1dy                                                                                                  | 4.ª en la serie |
| "SISYPHUS" (*2) | BEMANI Sound Team "Paoon"                                                                             | 5.ª en la serie |
| "New Millennium" (*3) | BEMANI Sound Team "Sota F."                                                                           | 6.ª en la serie |
| "鳳" 🎬 (**)(C) (Hou) (Phoenix) | かめりあ                                                                                              | ENCORE EXTRA STAGE en la serie                                                                                        |
| Canciones todavía bloqueadas | | |
| EXTRA SAVIOR | | |
| Vol. 3 BEMANI 2021 manatsu no utagassen 5-ban shōbu (6 de 11) | | |
| "鋳鉄の檻" | 小寺可南子,ランコ,SARAH by BEMANI Sound Team "Yvya"                                                   | Extra Stage N.º 5 (DDR A20 PLUS)                                                                                      |
| "MOVE! (We Keep It Movin')" ORBITALIC ELECTRIC MUSIC | Jonny Dynamite!,Lisa - paint with stars -,Rio Hiiragi by BEMANI Sound Team “U1-ASAMi”                 | Extra Stage N.º 6 (DDR A20 PLUS)                                                                                      |
| "LIKE A VAMPIRE" HEAVY METAL | koyomi,星野奏子 by BEMANI Sound Team "TAKA"                                                           | Extra Stage N.º 7 (DDR A20 PLUS)                                                                                      |
| "スーパー戦湯ババンバーン" オンセン♨ヒーロー (ONSEN♨HERO) | すわひでお,秋成,かぼちゃ,藍月なくる,NU-KO by BEMANI Sound Team "八戸亀生羅"                           | Extra Stage N.º 8 (DDR A20 PLUS)                                                                                      |
| "Globe Glitter" RAVE STEP | Sana,ATSUMI UEDA by BEMANI Sound Team "PON"                                                           | Extra Stage N.º 9 (DDR A20 PLUS)                                                                                      |
| "ユメブキ" | 紫崎 雪,Risa Yuzuki,709sec. by BEMANI Sound Team "PHQUASE & SYUNN"                                    | Extra Stage N.º 10 (DDR A20 PLUS)                                                                                     |
| Liga dorada (8 dificultades CHALLENGE liberadas) | | |
| "DIGITALIZER" CHALLENGE | BEMANI Sound Team "Sota F."                                                                           | Fase 1 PLUS (DDR A20 PLUS)                                                                                            |
| "Draw the Savage" CHALLENGE | Ryunosuke Kudo                                                                                        | Fase 2 PLUS (DDR A20 PLUS)                                                                                            |
| "MUTEKI BUFFALO" CHALLENGE | C-Show                                                                                                | Fase 3 PLUS (DDR A20 PLUS)                                                                                            |
| "Going Hypersonic" CHALLENGE | Mameyudoufu                                                                                           | Fase 4 PLUS (DDR A20 PLUS)                                                                                            |
| "Lightspeed" CHALLENGE | Tanukichi                                                                                             | Fase 5 PLUS (DDR A20 PLUS)                                                                                            |
| "Run The Show" CHALLENGE | fazerock                                                                                              | Fase 6 PLUS (DDR A20 PLUS)                                                                                            |
| "Yuni's Nocturnal Days" CHALLENGE (R:Yuny(X2)) | かめりあ                                                                                              | Fase 7 PLUS (DDR A20 PLUS)                                                                                            |
| "Good Looking" CHALLENGE | JAKAZiD                                                                                               | Fase 8 PLUS (DDR A20 PLUS)                                                                                            |
| Dificultades CHALLENGE nuevas | | |
| Liga dorada A20 | | |
| Dificultades CHALLENGE para 11 canciones de la liga dorada ("Avenger", "New Era", "Give Me", "Ace out", "The World Ends Now", "Rampage Hero", "ALPACORE", "Starlight in the Snow", "Glitch Angel", "Golden Arrow" y "CyberConnect") | | |
| Par 13 y 14 | | |
| Dificultades CHALLENGE para "CRAZY♥LOVE" y "Wow Wow VENUS" | | |
| Par 15 y 16 | | |
| Dificultades CHALLENGE para "ALGORITHM" y "Blue Rain" | | |
| Par 17 y 18 | | |
| Dificultades CHALLENGE para "Follow Tomorrow" y "Take A Step Forward" | | |
| Par 19 y 20 | | |
| Dificultades CHALLENGE para "朧 (dj TAKA Remix)" y "Programmed Universe" | | |
| Par 21 y 22 | | |
| Dificultades CHALLENGE para "starmine" y "UNBELIEVABLE (Sparky remix)" | | |
| Requiere e-amusement pass (39 de 41 canciones) Todas esas canciones solo contienen CHALLENGE y se bloqueará a los usuarios que inician la partida desconectados o sin tarjetas o cuentas.                                           | | |
| Remixes en Challenge (17 de 19 contando con canciones eliminadas) (carpeta DDRMAX2) | | |
| "AFRONOVA (FROM NONSTOP MEGAMIX)" 🎬 | RE-VENGE                                                                                              | de DDRMAX2 |
| "AM-3P (AM EAST Mix)" | KTz                                                                                                   | de DDRMAX2 |
| "B4U (B4 ZA BEAT MIX)" | NAOKI                                                                                                 | de DDRMAX2 |
| "BRILLIANT 2U (K.O.G G3 MIX)" 🎬 | NAOKI                                                                                                 | de DDRMAX2 |
| "BURNIN' THE FLOOR (BLUE FIRE mix)" | NAOKI                                                                                                 | de DDRMAX2 |
| "CELEBRATE NITE (EURO TRANCE STYLE)" | N.M.R                                                                                                 | de DDRMAX2 |
| "DROP OUT (FROM NONSTOP MEGAMIX)" | NW260                                                                                                 | de DDRMAX2 |
| "ECSTASY (midnight blue mix)" | d-complex                                                                                             | de DDRMAX2 |
| "HIGHER (next morning mix)" | NM feat. SUNNY                                                                                        | de DDRMAX2 |
| "HYSTERIA 2001" | NM | de DDRMAX2 |
| "MY SUMMER LOVE (TOMMY'S SMILE MIX)" | mitsu-O! with GEILA                                                                                   | de DDRMAX2 |
| "SEXY PLANET (FROM NONSTOP MEGAMIX)" 🎬 | Crystal Aliens                                                                                        | de DDRMAX2 |
| "Silent Hill (3rd Christmas Mix)" | THOMAS HOWARD                                                                                         | de DDRMAX2 |
| "STILL IN MY HEART (MOMO MIX)" | NAOKI                                                                                                 | de DDRMAX2 |
| "SUPER STAR (FROM NONSTOP MEGAMIX)" | D.J. RICH feat. TailBros.                                                                             | de DDRMAX2 |
| "TSUGARU (APPLE MIX)" | RevenG vs DE-SIRE                                                                                     | de DDRMAX2 |
| "WILD RUSH (FROM NONSTOP MEGAMIX)" | FACTOR-X                                                                                              | de DDRMAX2 |
| Dificultades "Groove Radar" Specials (6 en Total) (Capreta Supernova2) | | |
| "BRILLIANT 2U("STREAM" Special)" | NAOKI                                                                                                 | Dificultad STREAM Special                                                                                             |
| "AM-3P("CHAOS" Special)" | KTz                                                                                                   | Dificultad CHAOS Special                                                                                              |
| "D2R("FREEZE" Special)" | NAOKI                                                                                                 | Dificultad FREEZE Special                                                                                             |
| "DYNAMITE RAVE("AIR" Special)" (usa audio de DDR X) | NAOKI                                                                                                 | Dificultad AIR Special                                                                                                |
| "B4U("VOLTAGE" Special)" | NAOKI                                                                                                 | Dificultad VOLTAGE Special                                                                                            |
| "DEAD END("GROOVE RADAR" Special)" | N&S                                                                                                   | Dificultad GROOVE RADAR Special                                                                                       |
| Dificultades X-Special (16 en total) (Carpeta DDR X) | | |
| "PARANOiA (X-Special)" | 180                                                                                                   | Dificultad X-Special                                                                                                  |
| "TRIP MACHINE (X-Special)" | DE-SIRE                                                                                               | Dificultad X-Special                                                                                                  |
| "SP-TRIP MACHINE ~JUNGLE MIX~ (X-Special)" | DE-SIRE                                                                                               | Dificultad X-Special                                                                                                  |
| "PARANOiA MAX ~DIRTY MIX~ (X-Special)" | 190                                                                                                   | Dificultad X-Special                                                                                                  |
| "PARANOiA Rebirth (X-Special)" | 190'                                                                                                  | Dificultad X-Special                                                                                                  |
| "AFRONOVA (X-Special)" | RE-VENGE                                                                                              | Dificultad X-Special                                                                                                  |
| "TRIP MACHINE CLIMAX (X-Special)" | DE-SIRE                                                                                               | Dificultad X-Special                                                                                                  |
| "PARANOiA EVOLUTION (X-Special)" | 200                                                                                                   | Dificultad X-Special                                                                                                  |
| "PARANOiA ETERNAL (X-Special)" | STM 200                                                                                               | Dificultad X-Special                                                                                                  |
| "Healing Vision (X-Special)" | DE-SIRE                                                                                               | Dificultad X-Special                                                                                                  |
| "MAX 300 (X-Special)" 🎬(RDA violeta) | Ω | Dificultad X-Special                                                                                                  |
| "CANDY☆ (X-Special)" | Luv UNLIMITED                                                                                         | Dificultad X-Special                                                                                                  |
| "MAXX UNLIMITED (X-Special)" | Z | Dificultad X-Special                                                                                                  |
| "革命 (X-Special)" (Kakumei (X-special)) | dj TAKA with NAOKI                                                                                    | Dificultad X-Special                                                                                                  |
| "The Legend of MAX (X-Special)" | ZZ | Dificultad X-Special                                                                                                  |
| "Dance Dance Revolution (X-Special)" 🎬(RDA violeta) | DDR ALL STARS                                                                                         | Dificultad X-Special Usa mismo video que la entrega original.                                                         |
| Canciones eliminadas | | |
| Eliminadas el 18 de abril de 2022 (3 en total) | | |
| "ライアーダンス" | DECO*27                                                                                               | de Dance Dance Revolution A20 Problemas con Crypton Media y Sega                                                      |
| "腐れ外道とチョコレゐト" | ピノキオピー                                                                                          | de Dance Dance Revolution A20 Problemas con Crypton Media y Sega                                                      |
| "タイガーランペイジ" | sasakure.UK                                                                                           | de Dance Dance Revolution A20 Problemas con Crypton Media y Sega                                                      |
| Eliminadas el 25 de julio de 2022 (4 en total) | | |
| "脳漿炸裂ガール" | れるりり                                                                                              | de Dance Dance Revolution A Problemas con Crypton Media y Sega                                                        |
| "毒占欲" | DECO*27                                                                                               | de Dance Dance Revolution A20 Problemas con Crypton Media y Sega                                                      |
| "妄想感傷代償連盟" | DECO*27                                                                                               | de Dance Dance Revolution A20 Problemas con Crypton Media y Sega                                                      |
| "すきなことだけでいいです" | ピノキオピー                                                                                          | de Dance Dance Revolution A20 Problemas con Crypton Media y Sega                                                      |
| Eliminadas el 21 de noviembre de 2022 (única canción) | | |
| "令和" | ゴールデンボンバー                                                                                    | de Dance Dance Revolution A20 Problemas de licencia                                                                   |
| Eliminadas el 20 de noviembre de 2023 (2 en total) | | |
| "なだめスかし Negotiation" | 鹿乃と宇崎ちゃん                                                                                      | de DDR A20 PLUS Problemas de licencia                                                                                 |
| "SHINY DAYS" | 亜咲花                                                                                                | de DDR A20 PLUS Problemas de licencia                                                                                 |
| Eliminadas el 22 de enero de 2024 (11 en total) | | |
| "HAVE YOU NEVER BEEN MELLOW (20th Anniversary Mix)" | nc ft. Kanae Jasmine Asaba                                                                            | de DDR A20 Término de contrato de licencia con sus autores                                                            |
| "CARTOON HEROES (20th Anniversary Mix)" | nc ft. Jasmine And DARIO TODA                                                                         | de DDR A20 Término de contrato de licencia con sus autores                                                            |
| "LONG TRAIN RUNNIN' (20th Anniversary Mix)" | Haruki Yamada(ATTIC INC.) with Bodhi Kenyon                                                           | de DDR A20 Término de contrato de licencia con sus autores                                                            |
| "SKY HIGH (20th Anniversary Mix)" | Haruki Yamada (ATTIC INC.) with Martin Leroux                                                         | de DDR A20 Término de contrato de licencia con sus autores                                                            |
| "BUTTERFLY (20th Anniversary Mix)" | BEMANI Sound Team "Sota F."                                                                           | de DDR A20 Término de contrato de licencia con sus autores                                                            |
| "Realize" | 鈴木このみ                                                                                            | de DDR A20 PLUS Problemas de licencia                                                                                 |
| "I believe what you said" | 亜咲花                                                                                                | de DDR A20 PLUS Problemas de licencia                                                                                 |
| "Seize The Day" | 亜咲花                                                                                                | de DDR A20 PLUS Problemas de licencia                                                                                 |
| "スカイクラッドの観測者" | いとうかなこ                                                                                          | de DDR A20 PLUS Problemas de licencia                                                                                 |
| "雑草魂なめんなよ！" | Taiki                                                                                                 | de DDR A20 PLUS Problemas de licencia                                                                                 |
| "思想犯" | ヨルシカ                                                                                              | de DDR A20 PLUS Problemas de licencia                                                                                 |
| Eliminadas el 25 de marzo de 2024 (2 en total) | | |
| "恋" | 星野 源                                                                                               | de DDR A20 PLUS Problemas de licencia                                                                                 |
| "No Tears Left to Cry" | Ariana Grande                                                                                         | de DDR A20 Problemas de licencia                                                                                      |
| Eliminadas el 2 de julio de 2024 (Única canción) | | |
| "Play Hard" | David Guetta feat. Ne-Yo, Akon                                                                        | de DDR A20 Problemas de licencia                                                                                      |

Notas
- 🎬: Contiene video a pantalla completa.
  - Videos provenientes de IIDX son centrados en las cabinas con aspecto 16:9.
  - "perditus†paradisus" originalmente tiene el video WORLD TOUR de IIDX, junto con sus animaciones. En DDR, las animaciones son ajustadas a 640x480 (debido a que el tamaño original era 256x256), y, debido a cuestiones técnicas, son colocadas en secuencia en vez de colocarlas al azar. Además, el video genérico WORLD TOUR es el primero de IIDX en aparecer en DDR. Tanto las animaciones como los videos genéricos y únicos de IIDX son centrados en arcades con aspecto 16:9 para evitar perdida de calidad del video. Video: WORLD TOUR (creado por ALO), Animación: VG GYO.
  - "Concertino in Blue" tuvo 3 tamaños de video: 256x256 en GITADORA pre-XG y en IIDX (de la generación 10th STYLE), 640x480 en IIDX (de la generación tricoro) y 720p en todas las versiones de GITADORA a partir del XG. Ese último tamaño es utilizado en DDR, pero centrado en arcades con aspecto 4:3.
  - "3y3s"  originalmente tiene el video 10th STYLE TRANCE de IIDX, junto con sus animaciones de errores. En DDR, debido a cuestiones técnicas, las animaciones son colocadas en secuencia en vez de colocarlas al azar, omitiendo las animaciones de errores y centrando el video sin estirar, sin importar el tamaño de pantalla (debido a que el tamaño original era 256x256). Video: 10th STYLE TRANCE (creado por VG GYO), Animación: XTC.
- (J: 🎬): Video a pantalla completa solo disponible en modelos MDX japoneses, debido a problemas de derechos de autor.
- 🎬(nombre de escenario): Contiene video que es mostrado en el escenario.
- 📜: Contiene fondo con letra a pantalla completa.
- : Canción o dificultad con condiciones para jugar (EXTRA EXCLUSIVE y liga dorada) o desbloqueable.
- 🔷: BPM dividido entre dificultades.
- (†U): No disponible en modelos MDX norteamericanos, debido a problemas de licencia.
- (†E): No disponible en Europa, debido a problemas de licencia.
- (R): Contiene rutina única en esta canción (se puede especificar personaje).
- Alterar las canciones de la liga dorada (exc. las marcadas AB que se desbloquean antes) solo tiene efecto una vez terminada la temporada respectiva.
- Canciones de eventos que no fueron desbloqueadas con anterioridad pueden liberarse o moverse a EXTRA SAVIOR.
- Canciones de eventos que fueron desbloqueadas con anterioridad se pueden jugar sin necesidad de desbloquearlas de nuevo y sin importar el método de pago.
- Canciones de eventos desbloqueadas vía EXTRA SAVIOR requiere PREMIUM MODE, GALAXY MODE o modelos xDX:U.
- (*): Req. desbloquear todas las canciones de la misma carpeta. Si lleva número, indica su fase.
- (**): ENCORE EXTRA STAGE
- (C): CONSTANT activado, no puede ser cambiado ni usarse fuera de ENCORE EXTRA.
- (Remezclado por "artista"): indica canciones que fueron remezcladas y son mostradas en el juego como "Remixed by (artista)".
- Canciones de la clase bronce de la liga dorada se pueden jugar fuera de las arcades doradas, sin recurrir al modo evento y no están disponibles en DDR GP.
- Canciones de la liga dorada fuera de la fase AL se pueden jugar fuera de las arcades doradas pero solo mediante el modo evento.

## Cursos
Todos los cursos están organizados por tipo de curso. Los cursos NONSTOP pueden cambiar de barra de vida mientras que los cursos CLASS está forzada a GRADE. Los colores y marcados de cada canción son:
- Amarillo: BASIC
- Rojo: DIFFICULT
- Verde: EXPERT
- Morado: CHALLENGE
- (Nueva): canción debut en esta entrega.
- Morado y (texto entre paréntesis): corresponde a una canción que solo contiene CHALLENGE.
- En caso de canciones divididas, para distinguirla, se escribe entre paréntesis la versión.

Al igual que en beatmania IIDX y el modo DANCE DRILL de la serie DDR X, los cursos CLASS están divididos en SINGLE y DOUBLE, la barra de vida está ajustada a GRADE, no puede rotar las flechas ni usar facilitadores y, a diferencia de IIDX, deben desbloquear todos los cursos en orden. Esta versión ahora incluye a las canciones de liga dorada de versiones anteriores, o canciones provenientes del lanzamiento inicial y subsecuentes parches de canciones iniciales. Cursos NONSTOP no tienen límite de dificultad (BEGINNER no disponible en DOUBLE) y no llevan colores de dificultades.
Notas en cursos CLASS
- Canciones que se repiten en SINGLE y DOUBLE en la misma dificultad y orden se cuentan por separado
- bronce: req. clase bronce.
- Plata: req. clase plata.
- Oro: solo clase oro.
- Además, los jugadores tienen un minuto de descanso, en donde aparece el fondo de BREAK TIME.

Notas en cursos NONSTOP
- Si algún curso tiene CHALLENGE en algunas canciones y no en otras, al elegir CHALLENGE se usará EXPERT en su lugar.
- Plomo: curso eliminado, debido a problemas de licencia con uno o más canciones que contienen.
- Si hay diferencia de canciones, para distinguirla, se escribe entre paréntesis el artista.

| CLASS (A3)        | SINGLE                                                 | DOUBLE                                      |
| ----------------- | ------------------------------------------------------ | ------------------------------------------- |
| 初段 (Dan 1)      | 1. "Love You More"                                     | 1. "さよならトリップ ～夏陽 EDM edition～"  |
| 初段 (Dan 1)      | 2. "Starry Sky"                                        | 2. "Second Heaven"                          |
| 初段 (Dan 1)      | 3. "Bang Pad(Werk Mix)"                                | 3. "snow prism"                             |
| 初段 (Dan 1)      | 4. "LEVEL UP"                                          | 4. "TRIP MACHINE"                           |
| 二段 (Dan 2)      | 1. "Electric Dance System Music"                       | 1. "bass 2 bass"                            |
| 二段 (Dan 2)      | 2. "十二星座の聖域"                                    | 2. "Anthurium" (Nueva)                      |
| 二段 (Dan 2)      | 3. "siberite"                                          | 3. "SEXY PLANET"                            |
| 二段 (Dan 2)      | 4. "Show me your moves"                                | 4. "sakura storm"                           |
| 三段 (Dan 3)      | 1. "This Beat Is....."                                 | 1. "starmine "                              |
| 三段 (Dan 3)      | 2. "Starlight in the Snow"                             | 2. "The Lonely Streets"                     |
| 三段 (Dan 3)      | 3. "Stay 4 Ever"                                       | 3. "SUNKiSS♥DROP" (solo ~Alison Side~)      |
| 三段 (Dan 3)      | 4. "Astrogazer"                                        | 4. "Dance Dance Revolution"                 |
| 四段 (Dan 4)      | 1. "out of focus"                                      | 1. "Private Eye"                            |
| 四段 (Dan 4)      | 2. "SODA GALAXY"                                       | 2. "CENTAUR"                                |
| 四段 (Dan 4)      | 3. "In the past"                                       | 3. "DoLL"                                   |
| 四段 (Dan 4)      | 4. "DEADLOCK -Out Of Reach-"                           | 4. "MARS WAR 3"                             |
| 五段 (Dan 5)      | 1. "aftershock!!"                                      | 1. "TECH-NOID"                              |
| 五段 (Dan 5)      | 2. "Mythomane"                                         | 2. "exotic ethnic"                          |
| 五段 (Dan 5)      | 3. "DeStRuCtIvE FoRcE"                                 | 3. "デッドボヲルdeホームラン"               |
| 五段 (Dan 5)      | 4. "London EVOLVED" (solo ver. C)                      | 4. "Ishtar"                                 |
| 六段 (Dan 6)      | 1. "Dead Heat"                                         | 1. "on the bounce"                          |
| 六段 (Dan 6)      | 2. "IRON HEART"                                        | 2. "Let's DANCE aROUND!!" (Nueva)           |
| 六段 (Dan 6)      | 3. "STEP MACHINE"                                      | 3. "Pierce The Sky"                         |
| 六段 (Dan 6)      | 4. "MAX 300"                                           | 4. "PARANOIA survivor"                      |
| 七段 (Dan 7)      | 1. "Neverland"                                         | 1. "Going Hypersonic"                       |
| 七段 (Dan 7)      | 2. "Next Phase"                                        | 2. "out of focus"                           |
| 七段 (Dan 7)      | 3. "Last Card"                                         | 3. "Skywalking"                             |
| 七段 (Dan 7)      | 4. "Cosy Catastrophe"                                  | 4. "UNBELIEVABLE (Sparky remix)"            |
| 八段 (Dan 8)      | 1. "Rave Accelerator"                                  | 1. "Sand Blow"                              |
| 八段 (Dan 8)      | 2. "Golden Arrow"                                      | 2. "Helios"                                 |
| 八段 (Dan 8)      | 3. "Splash Gold"                                       | 3. "KIMONO♥PRINCESS"                        |
| 八段 (Dan 8)      | 4. "The History of the Future"                         | 4. "The legend of MAX" (X-Special)          |
| 九段 (Dan 9)      | 1. "DIGITALIZER"                                       | 1. "New Era"                                |
| 九段 (Dan 9)      | 2. "東京神話"                                          | 2. "Fascination ～eternal love mix～"       |
| 九段 (Dan 9)      | 3. "Avenger"                                           | 3. "RISING FIRE HAWK"                       |
| 九段 (Dan 9)      | 4. "EGOISM 440"                                        | 4. "PARANOiA Revolution"                    |
| 十段 (Dan 10)     | 1. "び"                                                | 1. "Spanish Snowy Dance"                    |
| 十段 (Dan 10)     | 2. "HyperTwist"                                        | 2. "Astrogazer"                             |
| 十段 (Dan 10)     | 3. "Neutrino"                                          | 3. "New Decade"                             |
| 十段 (Dan 10)     | 4. "PARANOiA Revolution"                               | 4. "PARANOiA ~HADES~"                       |
| 皆伝 (Kaiden)     | 1. "Lachryma《Re:Queen’M》"                            | 1. "Blew My Mind"                           |
| 皆伝 (Kaiden)     | 2. "Over the "period""                                 | 2. "Tohoku EVOLVED" (cualquier tipo)        |
| 皆伝 (Kaiden)     | 3. "Valkyrie Dimension"                                |                                             |
| 皆伝 (Kaiden)     | 4. "ENDYMION"                                          | 4. "POSSESSION"                             |
| COURSE TRIAL A3   | Canciones                                              | Canciones                                   |
| TRIPLET           | 1. "cachaca"                                           | 1. "cachaca"                                |
| TRIPLET           | 2. "Dancer in the flare"                               |                                             |
| TRIPLET           | 3. "Windy Fairy"                                       |                                             |
| TRIPLET           | 4. "PERSIAN LAND"                                      |                                             |
| NIPPON-NO-MATSURI | 1. "倉野川音頭"                                        | 1. "倉野川音頭"                             |
| NIPPON-NO-MATSURI | 2. "TSUGARU"                                           |                                             |
| NIPPON-NO-MATSURI | 3. "ORION.78 ～civilization mix～"                     |                                             |
| NIPPON-NO-MATSURI | 4. "ON-DO"                                             |                                             |
| FEELING           | 1. "Feelings Won't Fade(Extend Trance Mix)"            | 1. "Feelings Won't Fade(Extend Trance Mix)" |
| FEELING           | 2. "i feel ..."                                        |                                             |
| FEELING           | 3. "LOVE THIS FEELIN'"                                 |                                             |
| FEELING           | 4. "Come Back to Me (Feel It)"                         |                                             |
| CYBER             | 1. "Electrified"                                       | 1. "Electrified"                            |
| CYBER             | 2. "CG Project"                                        |                                             |
| CYBER             | 3. "LEADING CYBER"                                     |                                             |
| CYBER             | 4. "Debug Dance"                                       |                                             |
| INTENSE           | 1. "S・A・G・A"                                        | 1. "S・A・G・A"                             |
| INTENSE           | 2. "Cleopatrysm"                                       |                                             |
| INTENSE           | 3. "IN BETWEEN"                                        |                                             |
| INTENSE           | 4. "Get it"                                            |                                             |
| EXCITING WINTER   | 1. "Diamond Dust"                                      | 1. "Diamond Dust"                           |
| EXCITING WINTER   | 2. "Freeze"                                            |                                             |
| EXCITING WINTER   | 3. "Frozen Ray ～for EXTREME～"                        |                                             |
| EXCITING WINTER   | 4. "Crystarium"                                        |                                             |
| SHED TEARS        | 1. "Beautiful Inside (Cube::Hard Mix)"                 | 1. "Beautiful Inside (Cube::Hard Mix)"      |
| SHED TEARS        | 2. "TEARS"                                             |                                             |
| SHED TEARS        | 3. "Silly Love"                                        |                                             |
| SHED TEARS        | 4. "insist"                                            |                                             |
| kawaii♡steps      | 1. "smooooch・∀・"                                     | 1. "smooooch・∀・"                          |
| kawaii♡steps      | 2. "Love♡Shine わんだふるmix"                          |                                             |
| kawaii♡steps      | 3. "ベィスドロップ・フリークス"                        |                                             |
| kawaii♡steps      | 4. "Phlox"                                             |                                             |
| Distortion        | 1. "I Want To Do This Keep"                            | 1. "I Want To Do This Keep"                 |
| Distortion        | 2. "Worst Plan"                                        |                                             |
| Distortion        | 3. "Skywalking"                                        |                                             |
| Distortion        | 4. "アドレナリン"                                      |                                             |
| GALAXY            | 1. "SODA GALAXY"                                       | 1. "SODA GALAXY"                            |
| GALAXY            | 2. "stellar rain"                                      |                                             |
| GALAXY            | 3. "宇宙(ソラ)への片道切符"                            |                                             |
| GALAXY            | 4. "羊皮紙の上の銀河"                                  |                                             |
| JAPANESE STYLE    | 1. "風鈴花火"                                          | 1. "風鈴花火"                               |
| JAPANESE STYLE    | 2. "FUJIMORI -祭- FESTIVAL"                            |                                             |
| JAPANESE STYLE    | 3. "Samurai Shogun vs. Master Ninja"                   |                                             |
| JAPANESE STYLE    | 4. "メンタンピンドラドラ"                              |                                             |
| SUMMER RESORT     | 1. "MY SUMMER LOVE"                                    | 1. "MY SUMMER LOVE"                         |
| SUMMER RESORT     | 2. "Eternal Summer"                                    |                                             |
| SUMMER RESORT     | 3. "夏色DIARY -DDR mix-"                               |                                             |
| SUMMER RESORT     | 4. "とこにゃつ☆トロピカル"                             |                                             |
| RELAXING          | 1. "Shine"                                             | 1. "Shine"                                  |
| RELAXING          | 2. "escape"                                            |                                             |
| RELAXING          | 3. "I'm so Happy"                                      |                                             |
| RELAXING          | 4. "HAVE YOU NEVER BEEN MELLOW (20th Anniversary Mix)" |                                             |
| HEROES            | 1. "Air Heroes"                                        | 1. "Air Heroes"                             |
| HEROES            | 2. "Rampage Hero"                                      |                                             |
| HEROES            | 3. "Be a Hero!"                                        |                                             |
| HEROES            | 4. "CARTOON HEROES (20th Anniversary Mix)"             |                                             |
| RUNNING           | 1. "Drive My Heart"                                    | 1. "Drive My Heart"                         |
| RUNNING           | 2. "HYPERDRIVE"                                        |                                             |
| RUNNING           | 3. "Grand Chariot"                                     |                                             |
| RUNNING           | 4. "LONG TRAIN RUNNIN' (20th Anniversary Mix)"         |                                             |
| SKYWARDS          | 1. "sola"                                              | 1. "sola"                                   |
| SKYWARDS          | 2. "In The Air"                                        |                                             |
| SKYWARDS          | 3. "Pierce The Sky"                                    |                                             |
| SKYWARDS          | 4. "SKY HIGH (20th Anniversary Mix)"                   |                                             |
| FLAPPING          | 1. "Wings of an Angel (Fly With Me)"                   | 1. "Wings of an Angel (Fly With Me)"        |
| FLAPPING          | 2. "heron"                                             |                                             |
| FLAPPING          | 3. "TSUBASA"                                           |                                             |
| FLAPPING          | 4. "BUTTERFLY (20th Anniversary Mix)"                  |                                             |
| CHEER UP!         | 1. "Sweet Rain"                                        | 1. "Sweet Rain"                             |
| CHEER UP!         | 2. "Hopeful"                                           |                                             |
| CHEER UP!         | 3. "ビビットストリーム"                                |                                             |
| CHEER UP!         | 4. "EMOTiON TRiPPER"                                   |                                             |
| PIANO MELODY      | 1. ".59"                                               | 1. ".59"                                    |
| PIANO MELODY      | 2. "Far east nightbird"                                |                                             |
| PIANO MELODY      | 3. "printemps"                                         |                                             |
| PIANO MELODY      | 4. "Urban Life"                                        |                                             |
| EPILOGUE          | 1. "The flower in your smile"                          | 1. "The flower in your smile"               |
| EPILOGUE          | 2. "ヒマワリ"                                          |                                             |
| EPILOGUE          | 3. "ALL MY HEART -この恋に、わたしの全てを賭ける-"     |                                             |
| EPILOGUE          | 4. "Next FUTURE"                                       |                                             |
| COOL DANCE!       | 1. "Top The Charts"                                    | 1. "Top The Charts"                         |
| COOL DANCE!       | 2. "IRON HEART"                                        |                                             |
| COOL DANCE!       | 3. "Right Time Right Way"                              |                                             |
| COOL DANCE!       | 4. "melody H4CKER"                                     |                                             |